# 國際廣場
國際廣場（英語：iSQUARE）是香港的一座商場，位於九龍油尖旺區尖沙咀彌敦道63-67號，由凱聯國際酒店（港交所：105）及天德地產（港交所：266）投資約13億元共同發展。商場於2009年12月17日對外開放，2010年1月31日開幕。

## 歷史
國際廣場原址是在1969年開業的舊香港凱悅酒店，於2006年1月1日結業。業主凱聯國際酒店及天德地產於2004年10月20日共同宣布，將舊香港凱悅酒店重建為一幢以零售商舖為主的大廈，命名為「國際廣場」，英文為「iSQUARE」。凱悅酒店舊址於2007年1月1日完成拆卸，於同年9月動工建築大廈（30層純商場），命名為國際廣場。

## 簡介
國際廣場由香港建築師嚴迅奇負責設計，金門建築承建，iSQUARE 國際廣場坐落於彌敦道和北京道交界，是區內首個與港鐵尖沙咀站直接相連的大型綜合娛樂及購物中心。大廈樓高31層，總建築面積60萬平方呎，包括商場、戲院和高座大樓三個部分。地下至8樓為基座，位於地下的街舖為國際品牌旗艦店，主要售賣鐘錶及珠寶、名牌服飾及大型百貨公司等，低層商場則有時裝及飾品、美容及健康護理、電子產品及影音器材等，商場7樓設有5間星級影院包括全港最大IMAX®巨幕數碼影院，更採用最新的IMAX® with Laser 放映技術及 12.0 聲道的音響組合，提供約1,000個座位。高座為一幢逾20層高的大廈，以食肆為主，客人可飽覽維多利亞港景致。頂層30至31樓複式則是高級餐飲場地，佔地約1.8萬方呎。另一方面，場內共有超過30間食肆。業主凱聯國際酒店及天德地產會保留一層、面積約1.2萬平方呎的樓面自用。商場在2009年12月17日正式對外開放。

## 建築特色

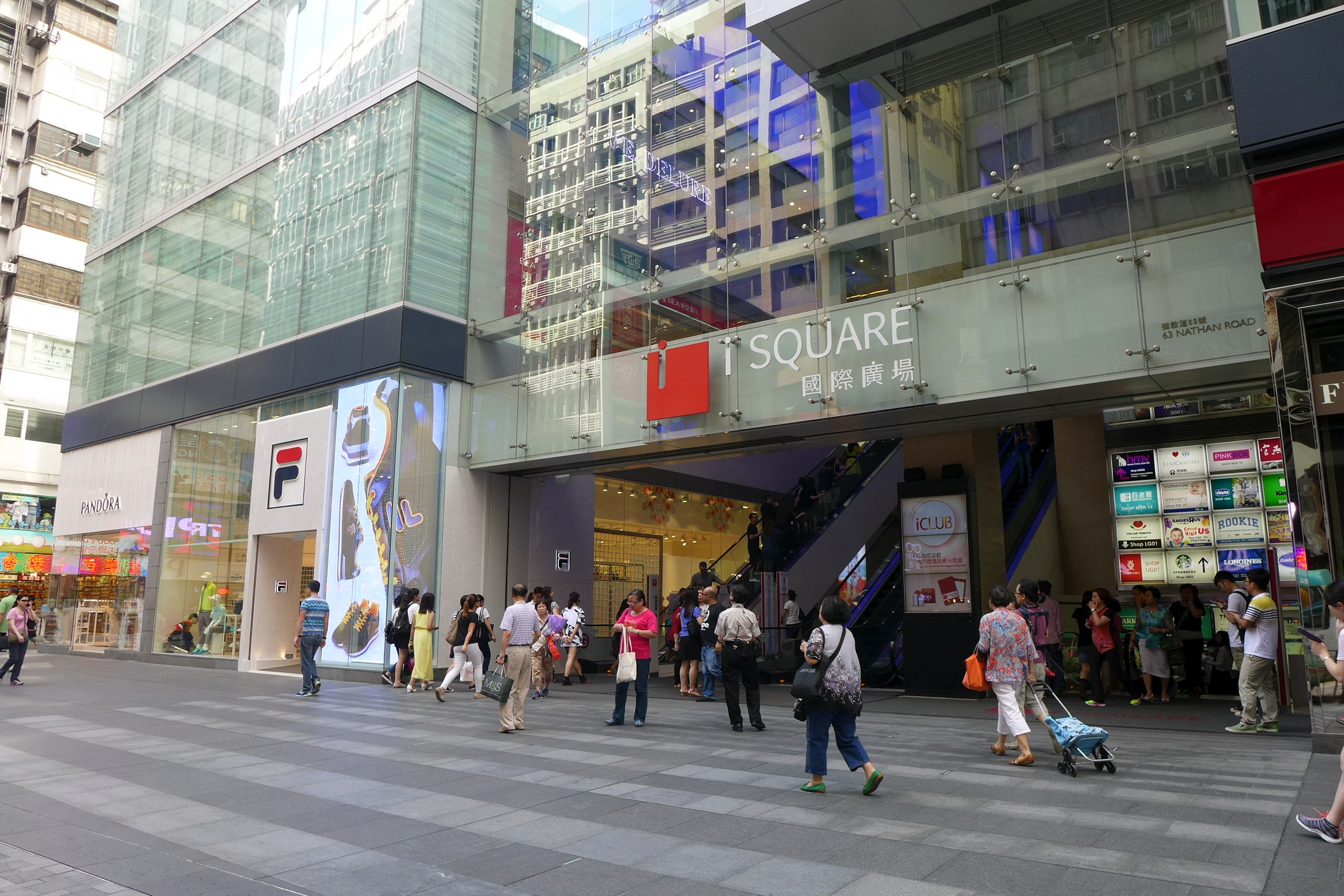
iSQUARE於北京道主入口

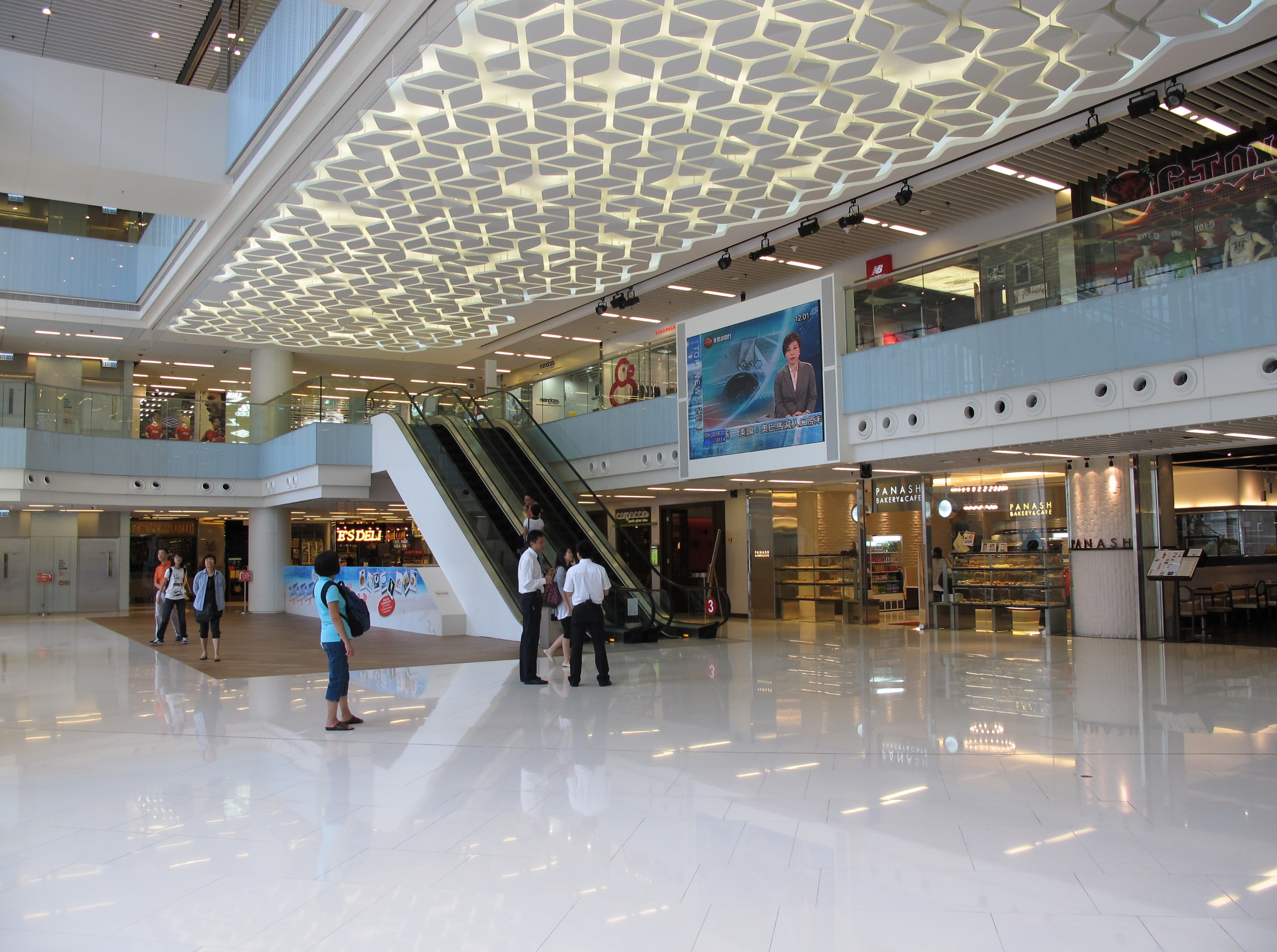
位於L3層iFunction大型中庭

國際廣場外牆用了4,000多塊強化玻璃，並以特製玻璃組件作支撐，該建築方式開創了香港建築界先河。商場於北京道的入口有一幅由數十萬顆LED燈組成的巨型天幕，播放不同類型動畫；LB層亦設有一幅投影裝置外牆。此外，場內設有43部扶手電梯；其中5條為跨層扶手電梯，貫通各個主題區域。來往MTR層至地下的扶手電梯，全長37米，兩旁的外牆以10組投映機投射花草樹木等作為影像，稱為「iNTER-GROW」，行人可與這些影像互動，經過時會散發花粉或變色，屬全港首創，更是全亞洲面積最大的互動投影常設項目。面向彌敦道的玻璃幕牆之扶手電梯，外牆裝上LED作點綴。建築物頂層更裝置360度、面積逾1,300平方米的LED外牆屏幕，作為發放資訊之用。整個建築物安裝了約151,000顆LED燈。

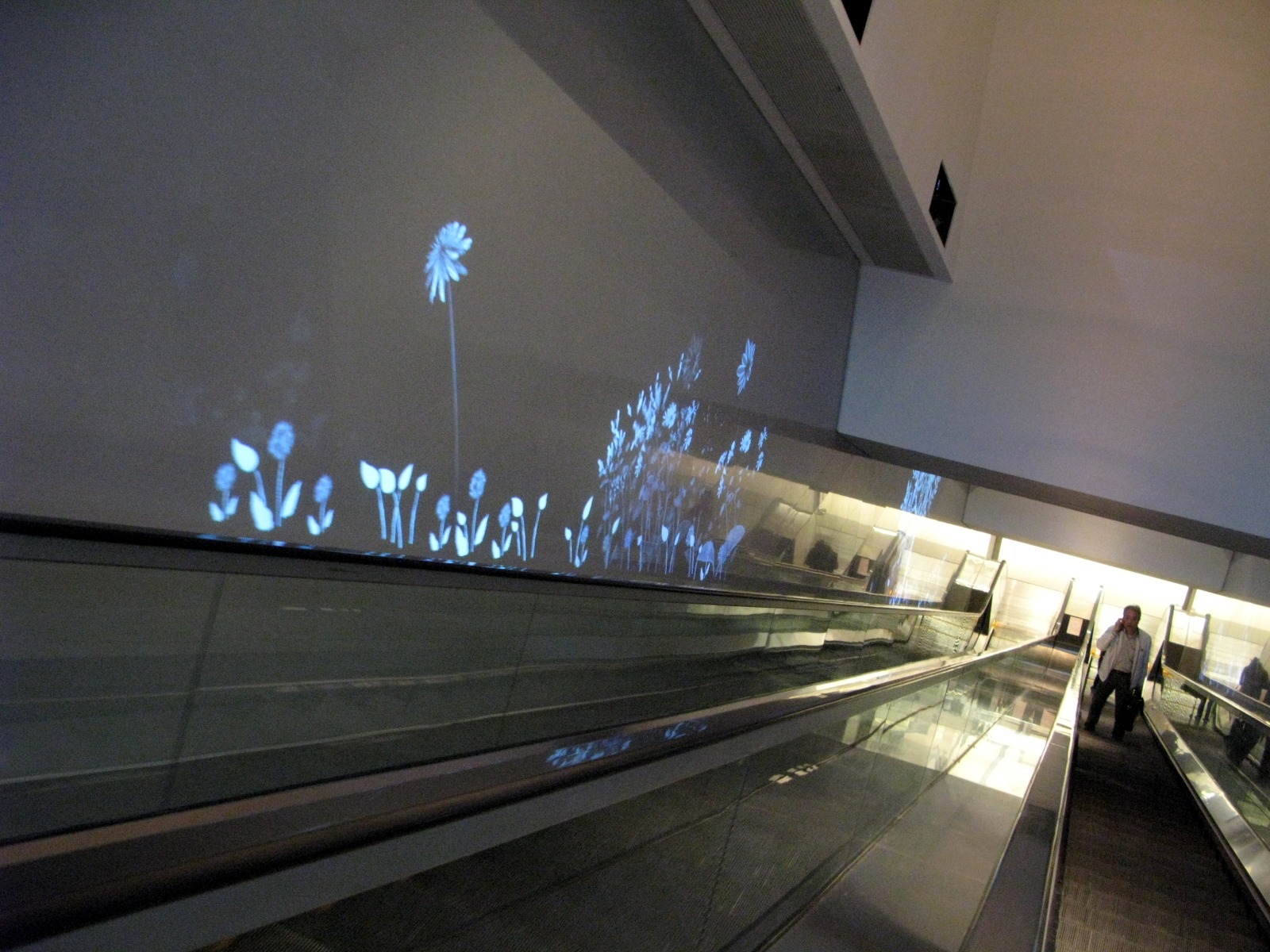
來住MTR層至地下的扶手電梯，兩旁的外牆以投射器投射花草樹木等作為影像（已被停用）
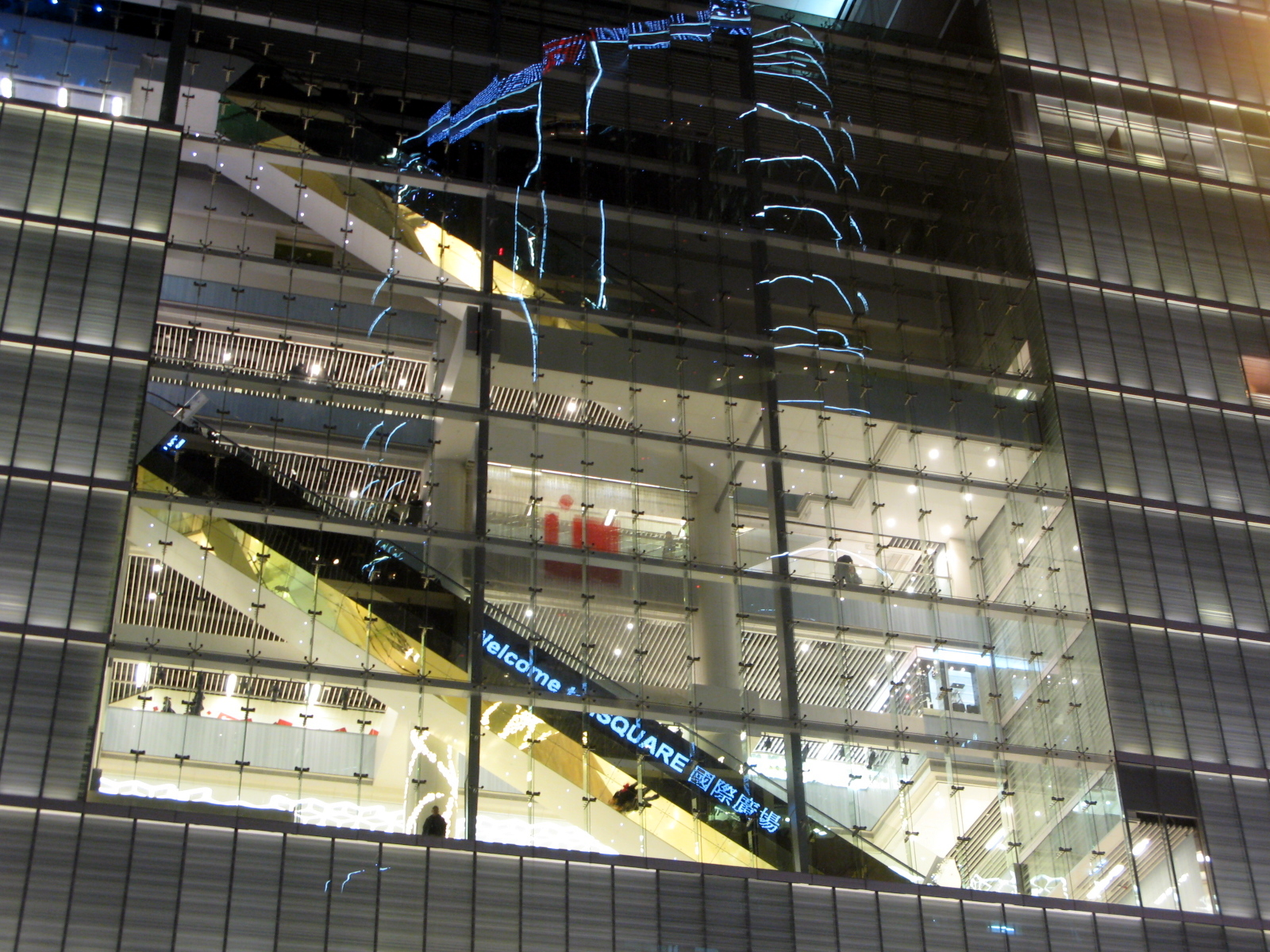
面向彌敦道的玻璃幕牆之扶手電梯，外牆裝上LED作點綴
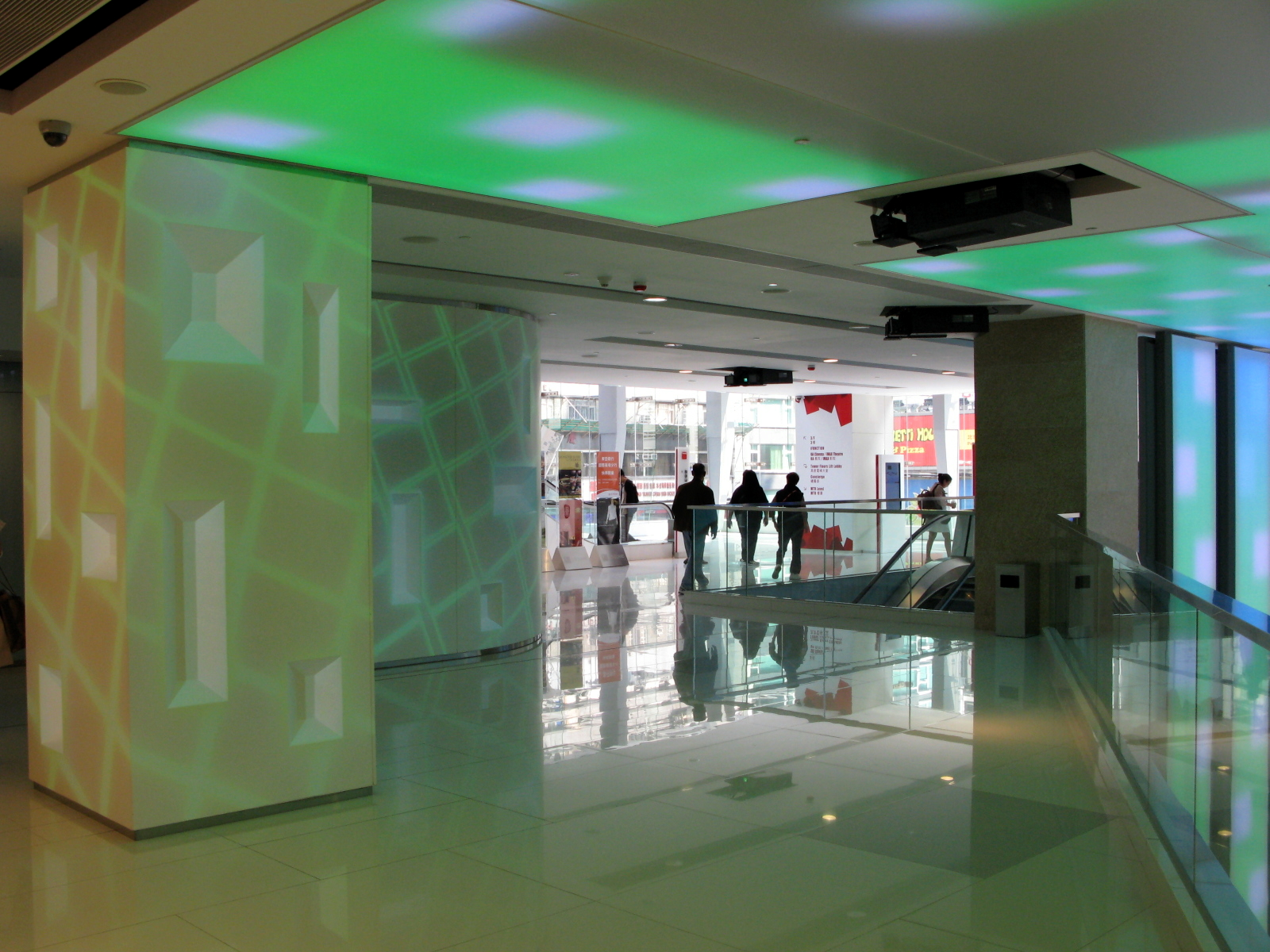
LB層投影裝置外牆（已被停用）
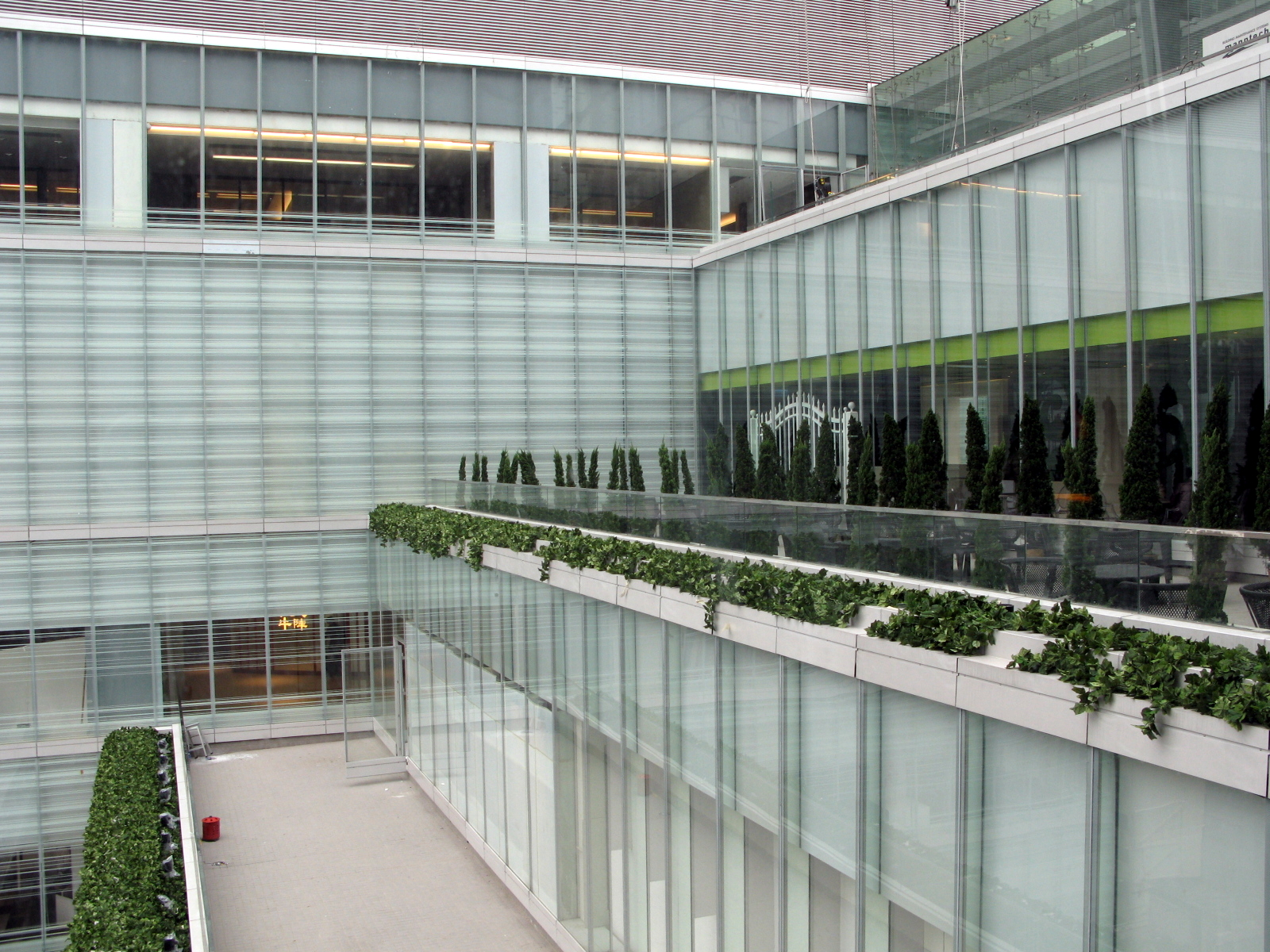
一連五層的戶外空間，原本特地為餐廳預留用作戶外餐飲空間，但最終沒有使用

## 商場結構

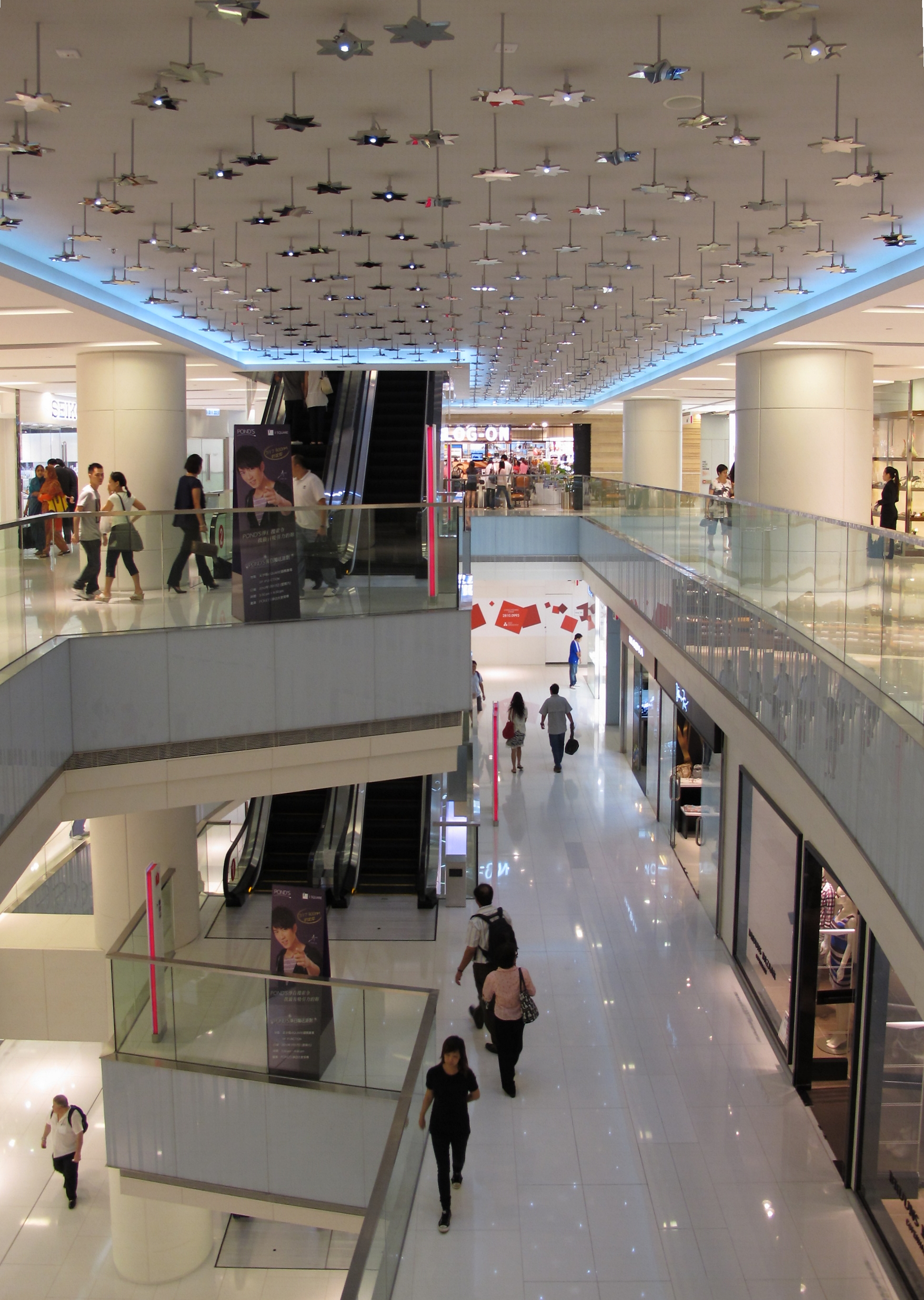
LB至L2層中庭

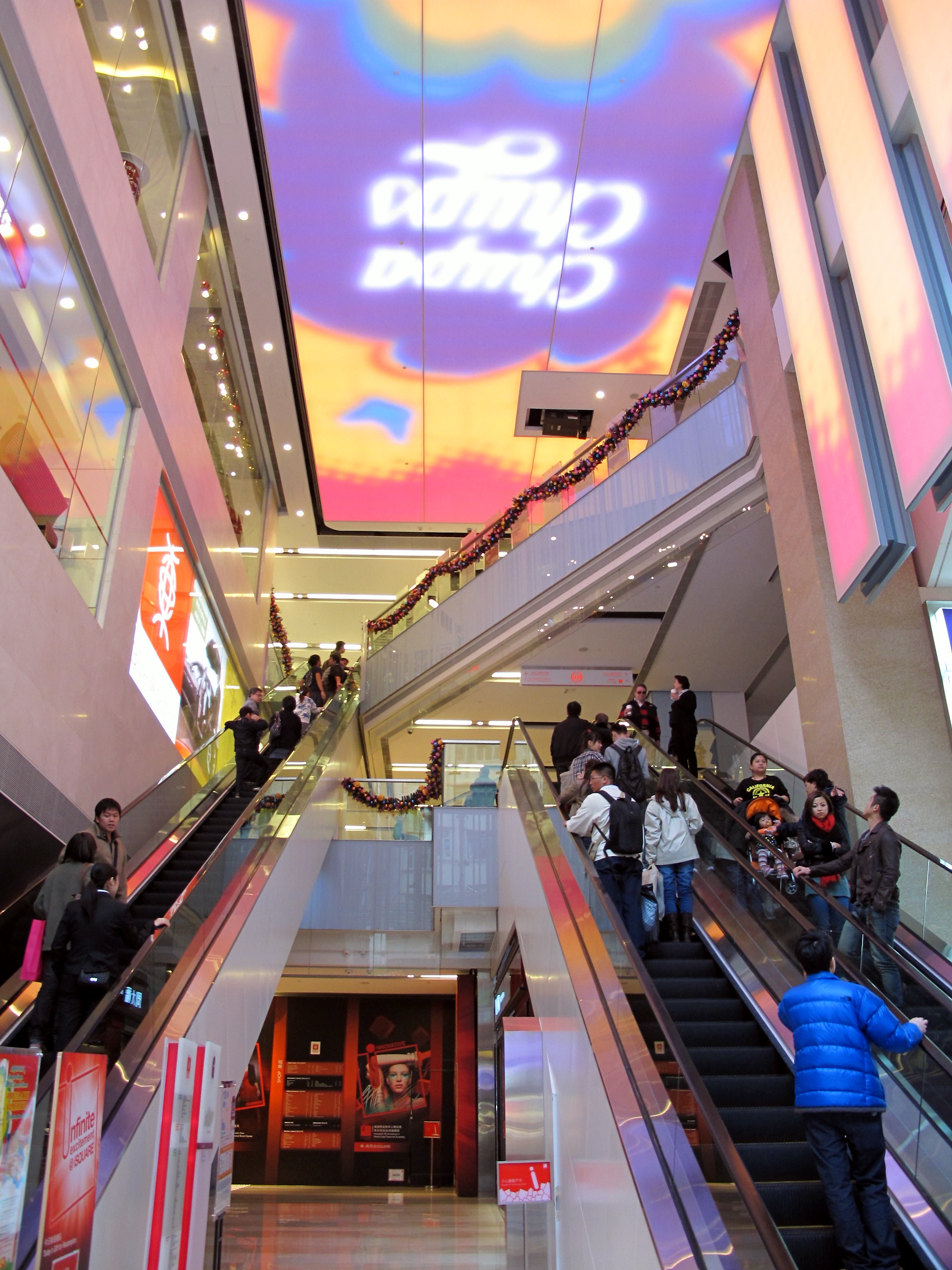
北京道入口中庭設有由LED燈組成的巨型天幕

國際廣場可分為基座iPodium、戲院大樓（南座）和高座大樓iTower（北座）三個部分，由底層開始向上分別設有CP、MTR、LG、G、UG、LB、1F、2F、3F、4F、5F、6F、7F、8F、9F、M1、M2、M3、20、21、22、23、24、25、26、27、28、29、30及31層。基座由CP層開始至L7層，戲院大樓為南座的L8層至M3層，高座大樓iTower則為北座的L8層至31層。

### iPodium

#### CP 停車場層
CP層為停車場，車輛可由樂道進入大廈，經迴旋斜道到達該層。客人則須使用特定升降機才可到達該層。

#### MTR 港鐵層
MTR層設有兩個出口來往港鐵尖沙咀站，因而得名；設有通天梯直往LB層。該層設有多種類型商店，包括萬寧、香港視光、MINSO、時間廊、G-SHOCK CASIO。其他店舖包括多間年輕品牌珠寶店Joli 和 ISABELLA及 Darry Ring、zn studio等。

#### LG 地下低層
此層設有8間商店，包括Italian Tomato餅店、龍島朱古力店、雪糕店Haagen-Dazs、葡萄酒零售專賣店Enoteca、指甲油專賣店Kiss Beauty Bontique、中國傳統藥材店官燕棧、華潤堂及超級市場Market Place by Jasons

#### G 地下
該層主要為高級名店，地台的顏色以雲石為主。店舖大部份以街舖為主，合共6間，每間樓高兩層，面積由2,000至6,000平方呎不等，包括樓高兩層的周大福、周生生、英皇珠寶、旗艦店 MLB、旗艦店 FILA、及馬莎百貨。該層於北京道設置商場主出入口，並設有小型開放空間供路人使用。另一個出入口則位於彌敦道。

#### UG 地下高層

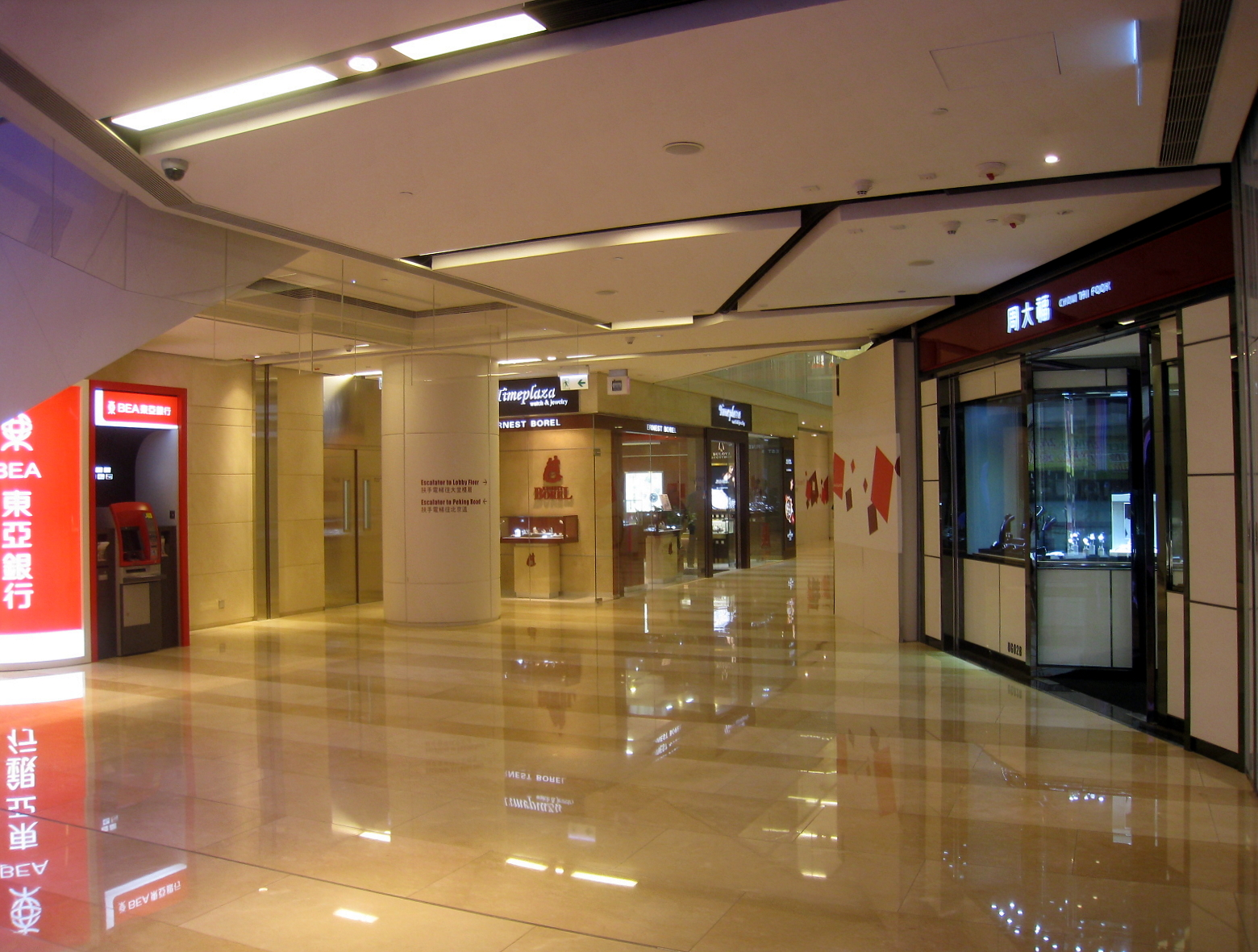
UG層地台的顏色以雲石為主

此層地台的顏色主要以雲石為主，店舖包括佔地萬方呎，高級及潮流品牌時裝專門店twist，為九龍區規模最大的旗艦店，以及百貨公司英國馬莎。

#### LB 大堂

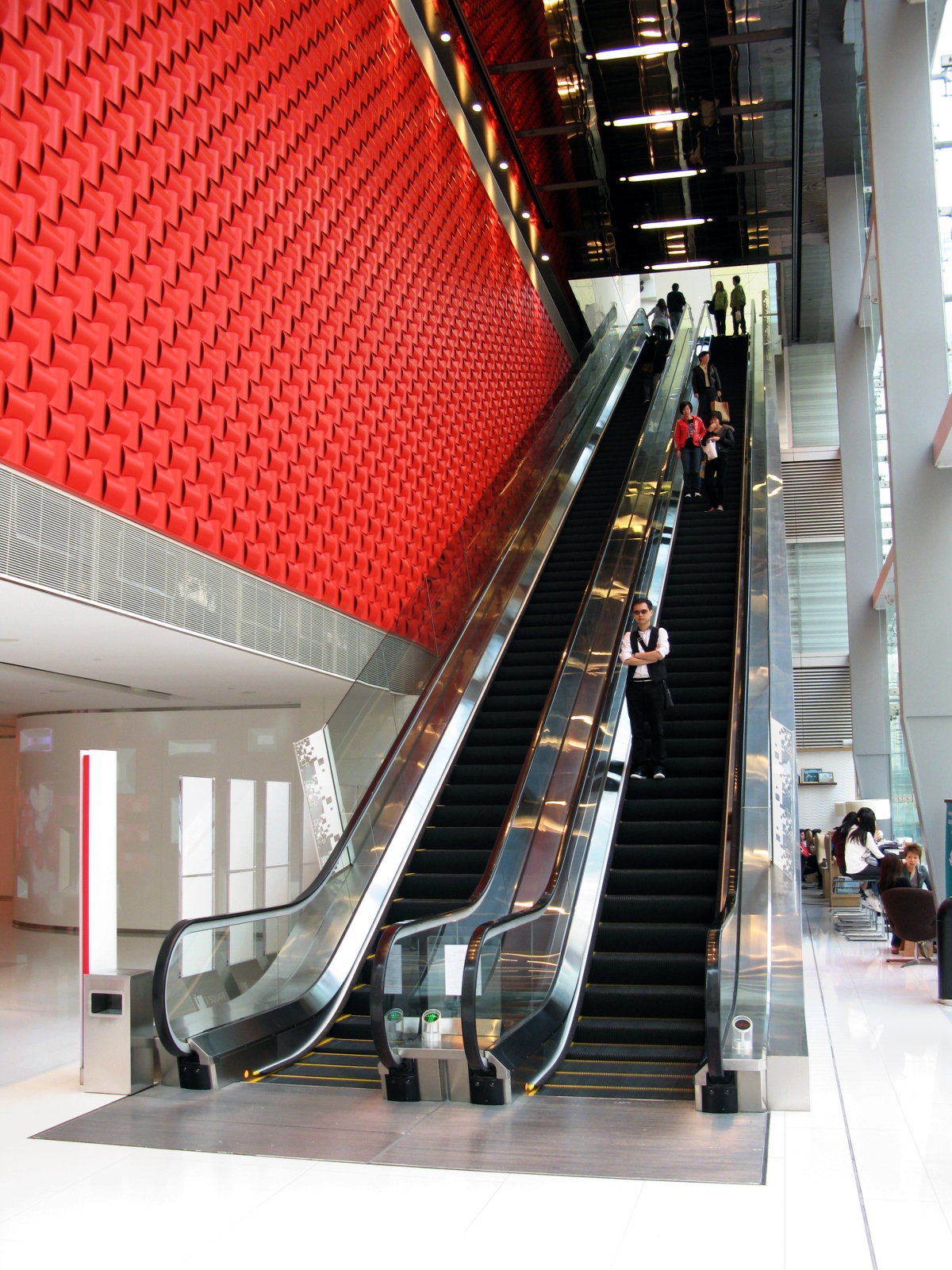
LB至L3層跨層電梯中庭

此層設有多種類型商店，包括全球特式咖啡零售及烘焙咖啡店Starbucks、時裝店Mango及mademoiselle、知名眼鏡連鎖店亮視點及Ray-Ban、鑽飾連鎖店MaBelle、PN。此層設有禮賓部為客人提供優質客戶服務。此外另設有通往iTOWER高座之升降機（20樓至31樓）及快速扶手電梯乘往MTR樓層及L3樓層。

#### L1 1樓
此層有不同類型商店，日本傢俬及生活用品品牌專賣店Francfranc、嬰兒服飾及用品店Chicco。

#### L2 2樓
此層商舖有：羊絨專賣店 Himalaya Cashmere、高級禮品店 LS、高級髮廊 Dazzle Hair、新加坡著名禮品店Precious Thots。

#### L3 3樓

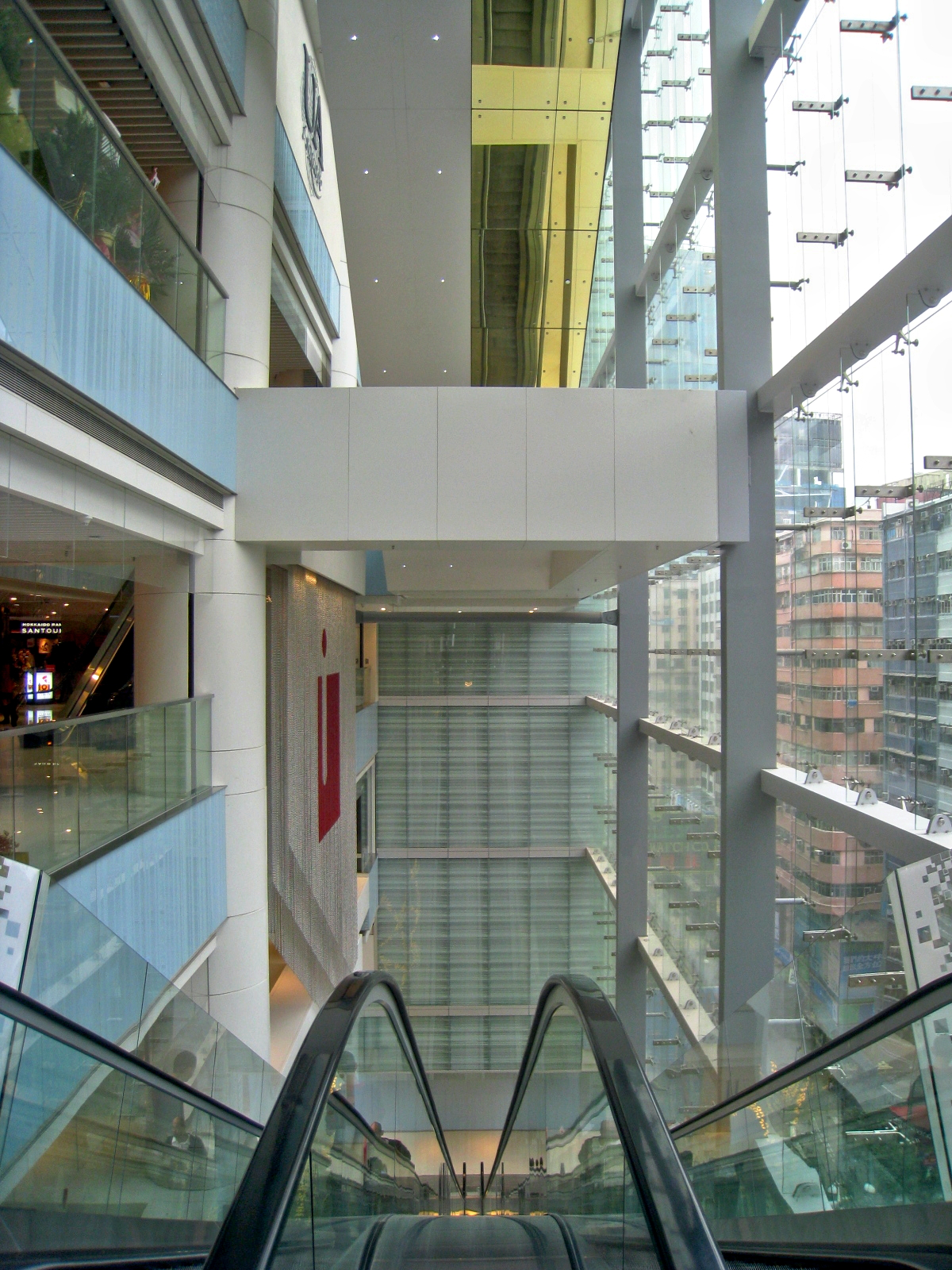
L3至L6層跨層電梯中庭

此層為食肆專層：包括中式菜的江順名滙、日式放題牛一、著名星馬菜星怡、台灣菜忠孝東路、Panash Cafe、高級餐廳野玩田店。另設有通往iTOWER高座之升降機（20樓至31樓）及快速扶手電梯來往Lobby樓層及L6樓層。此外，三樓中央設有大型中庭，命名為iFUNCTION，可供租賃或舉辦不同大型活動。

#### L4 4樓
該層有香港第一手錶寄賣平台實體店Ming Watch Channel、柏斯琴行、採用高品質瑞士品牌之美容中心 Swiss O beauty Expert及SNO Swiss Organic及旅行社勝景遊

#### L5 5樓
該層為電器及影音專層，包括 人氣電器店 / Ninki Beauty、高質影音器材專賣店 威達公司。

#### L6 6樓

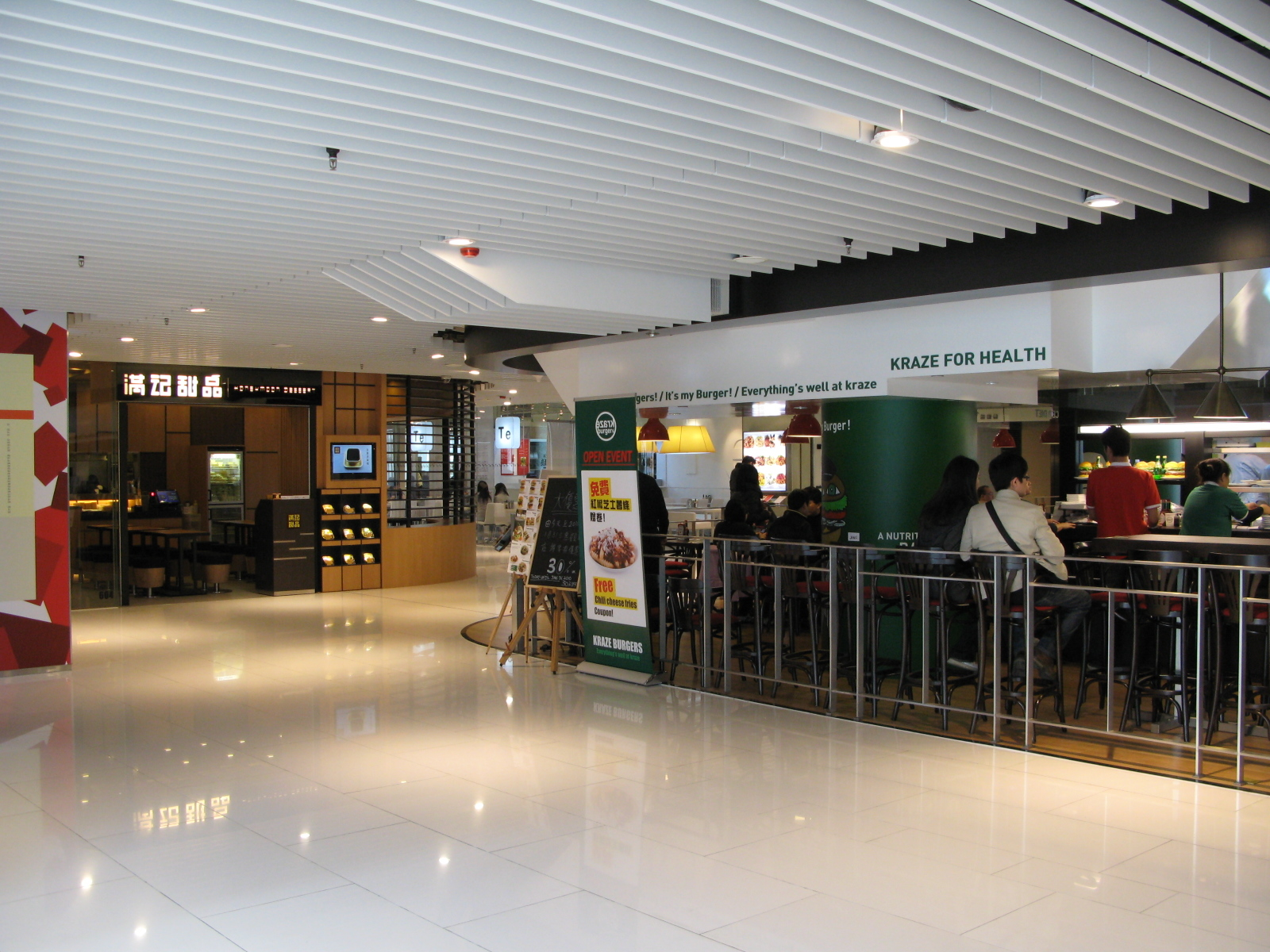
L6層為食肆專層

該層為食肆專層，日式食肆北海道火頭山拉麵及丸龜製麵、中式高級食店潮藝館及上海婆婆，還有人氣食肆泰菜Boat Thai及茶木‧台式休閒餐廳。

#### L7 7樓
該層為英皇戲院售票處及入口。5間星級電影院包括全港最大IMAX®巨幕數碼影院，更採用最新的IMAX® with Laser 放映技術及 12.0 聲道的音響組合。七樓其他範圍為餐廳、日式食肆牛陣火鍋及湖南味館。部份食肆設有室外平台，讓食客欣賞尖沙咀樓景景色。

### 戲院大樓

#### L8至M3 8樓至M3
L8層為英皇戲院大堂及影院入口，1號及2號影院位於戲院大樓（南座），3號及4號影院位於高座iTower（北座）。L9層分為南座及北座，IMAX影院位於該層南座，而該層也設有通天梯分別往商場7樓及M2層。
北座為凱聯國際酒店及天德地產之辦公室，佔地12,000平方呎。L9層之上設有M1、M2及M3層，由於機房及戲院設備均位於該等樓層，大部份地方不會對外開放。通天梯最高可達南座M2層，但只供IMAX影院觀眾離場時使用，該處可眺望尖沙咀北京道以南樓景及部份維港景色。

### iTower

#### L20至L31 20至31樓
20至31樓以食肆為主。21樓為per FACE AESTHETIC，23樓為大富翁名人火鍋食府，24樓為港滙軒，25樓為彩薈軒及霸王川莊，26樓為彩福皇宴，27樓為名家韓國餐廳及榮獲黑珍珠餐廳的君庭，28層為日本著名餐廳櫓杏，29樓為阿一海景飯店及炊公館。
頂層30至31樓為複式樓層，面積達1.8萬方呎，為新派fusion粵菜南海一號及酒吧eyebar。
商場高座iTower位處較高層數，店舖主要景觀為尖沙咀一帶樓景及部份維港景色。由於不設扶手電梯及通天梯連接商場高座，遊人須在LB層或L3層轉乘升降機才可到達高座。

## 重大事件

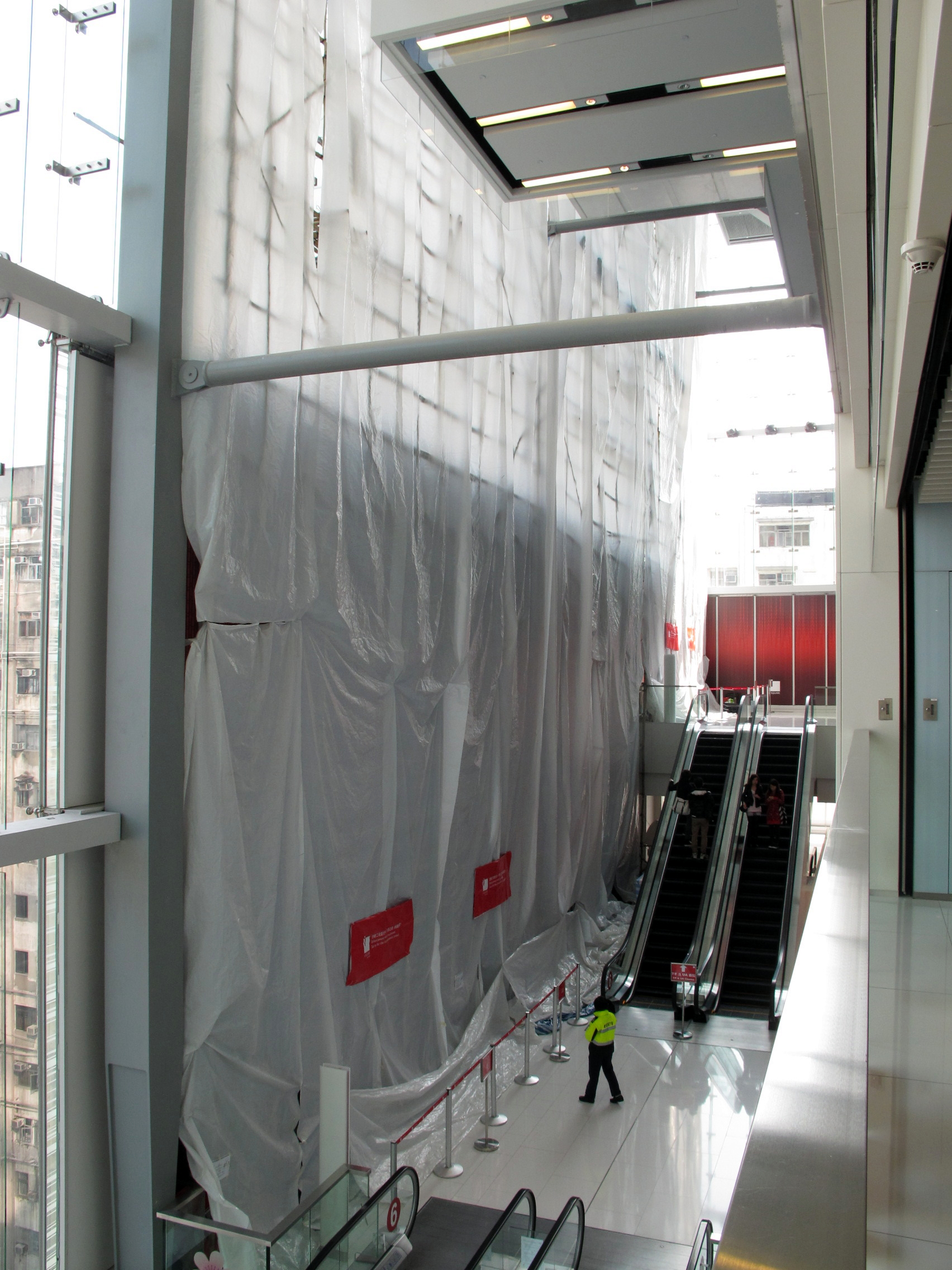
事件發生後，6樓至7樓的扶手電梯中庭正進行維修工程

2010年12月29日，晚上7時許，商場6樓至7樓的扶手電梯中庭對上一幅16呎長、2呎闊、1吋厚的玻璃幕牆突然爆裂，碎片散到扶手電梯。當時正在使用電梯的市民被嚇至大驚呼叫四散躲避，場面一度混亂，有人報警求助。意外中，6人被碎片擊中受傷，包括4男2女，送往伊利沙伯醫院治理。其中一人傷勢較嚴重，割傷臉部外，眼睛亦險被擊盲。
警方將向商場負責人了解意外，暫列作高空墮物處理。管理公司及後將六樓往七樓扶手電梯停用，禁止遊人靠近，以策安全，稍後將聯同有關裝飾工程承辦商，檢查商場其他同類玻璃。理大機械工程學系工程師盧覺強稱，懷疑金屬支架孔與玻璃孔位，並非完全對準，當強行收緊螺絲，因缺少冷縮熱脹空間引致爆裂。但真正原因尚待調查。

## 批評
雖然國際廣場地理位置優越，開業時更乘阿凡達電影票房大賣（商場設有IMAX影院，商場開幕時是香港僅有兩家IMAX影院之一）而帶動商場人流，但商場業主管理不善，隨阿凡達電影熱潮冷卻的情況下，商場人流於2010年4月起大減，不少商戶生意欠佳。近期商戶們為了自救，急與業主商討救亡方案，有人更在社交網站facebook建立「救救iSquare專頁」，希望引起媒體關注。

### 多次延遲商場「正式」開幕時間
iSQUARE多次延遲商場開幕時間，原打算在2010年3月開幕，但計畫不斷延遲。由最初的2010年3月推到9月，2011年1月，商場正式開幕。

### 宣傳推廣不足
一般商場在開業前會在不同媒體進行宣傳，如報章/電視廣告以至巴士站廣告燈箱等。不過iSQUARE因建築費用比預算的超支為理由，宣傳預算被迫削減，導致商場在2009年12月開業時並沒有更新網站及對外進行宣傳。商場業主只依靠UA IMAX影院上演阿凡達來帶動商場人流。商場的推廣部曾於12月初在facebook開設fans page，但很快便被刪除。到了2011年1月才重新恢復運作。
此外，商場的推廣部在欠缺資源及管理不善的情況下，商場於2009年的聖誕裝飾及2010年農曆新年裝飾較一般大型商場簡單。到了2010年4月才開始與星展銀行合作進行消費推廣。

### 商場裝修設計欠佳
此外，商場的裝修設計與最初構思的方案截然不同，造成貨不對辦，使部份租戶感到不滿，甚至使原本打算租該處的租戶，最終拒絕業主要求，沒有打算在商場開設店舖。

### 樓層編號混亂
iSQUARE與多層商場一樣，設置多條高速扶手電梯連接主要樓層，但遊客要經過多條扶手電梯才能到達目的地，頗為費時，再加上商場結構複雜、樓層編號混亂（如地下入口為G層，對上的樓層順序為UG層、LB層及1F層，即名為1F層的樓層實際上是位於三樓）及欠缺清晰指示牌下，遊人時常迷路。遊客如果搭錯扶手電梯，往往要花費不少時間才能返回原處。此外，由於商場設有多條跨層扶手電梯的關係，商場的人流主要集中於高層的戲院及食肆，顧客光顧後使用跨層扶手電梯直接離開商場，因此低層及跨層扶手電梯跳過的樓層的商戶無法受惠。當中4樓的Tshirt Store只開業8個月便結業，部份店舖更進行大減價來減少損失。

## 商場內部圖集

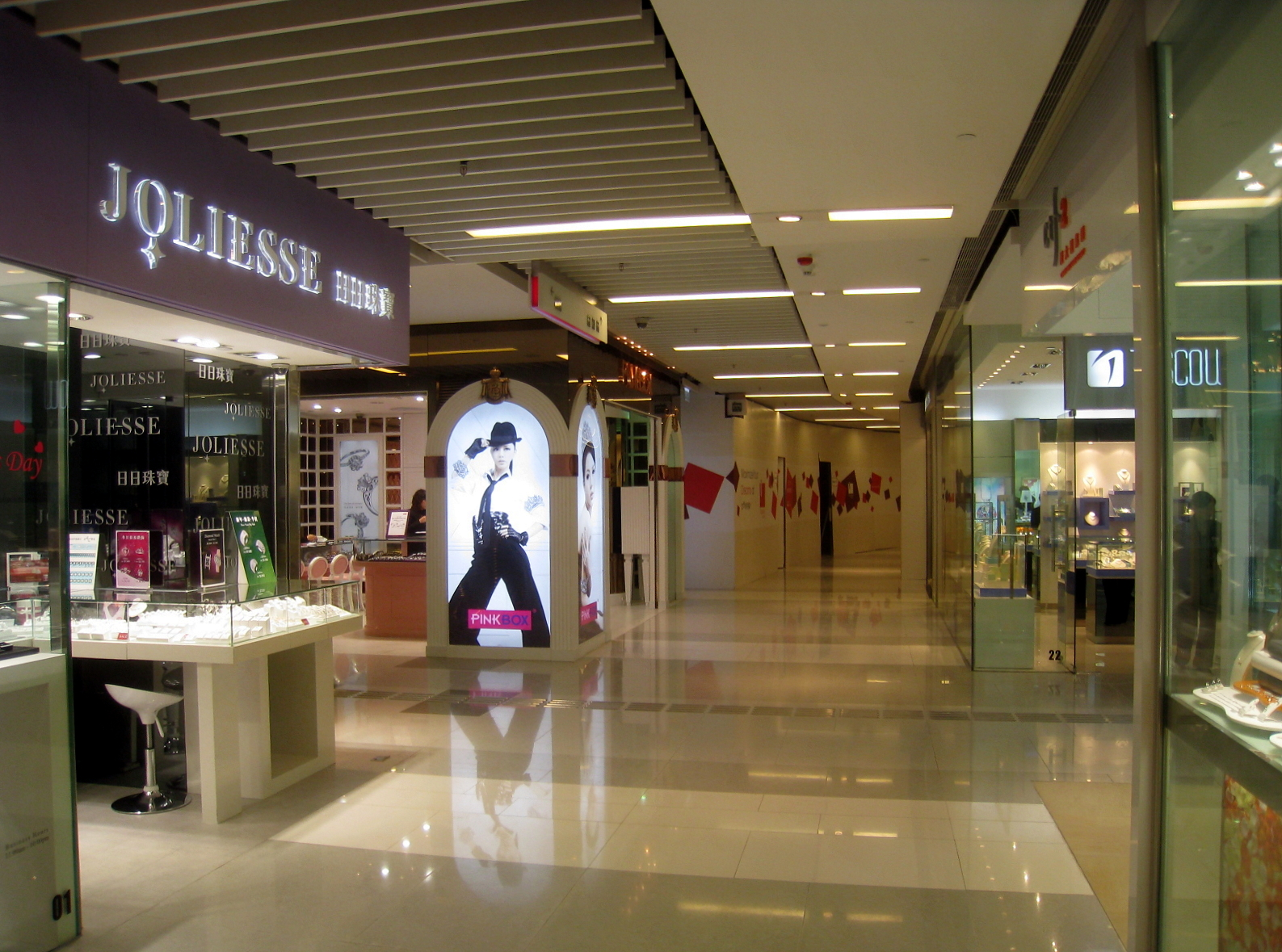
MTR層商店
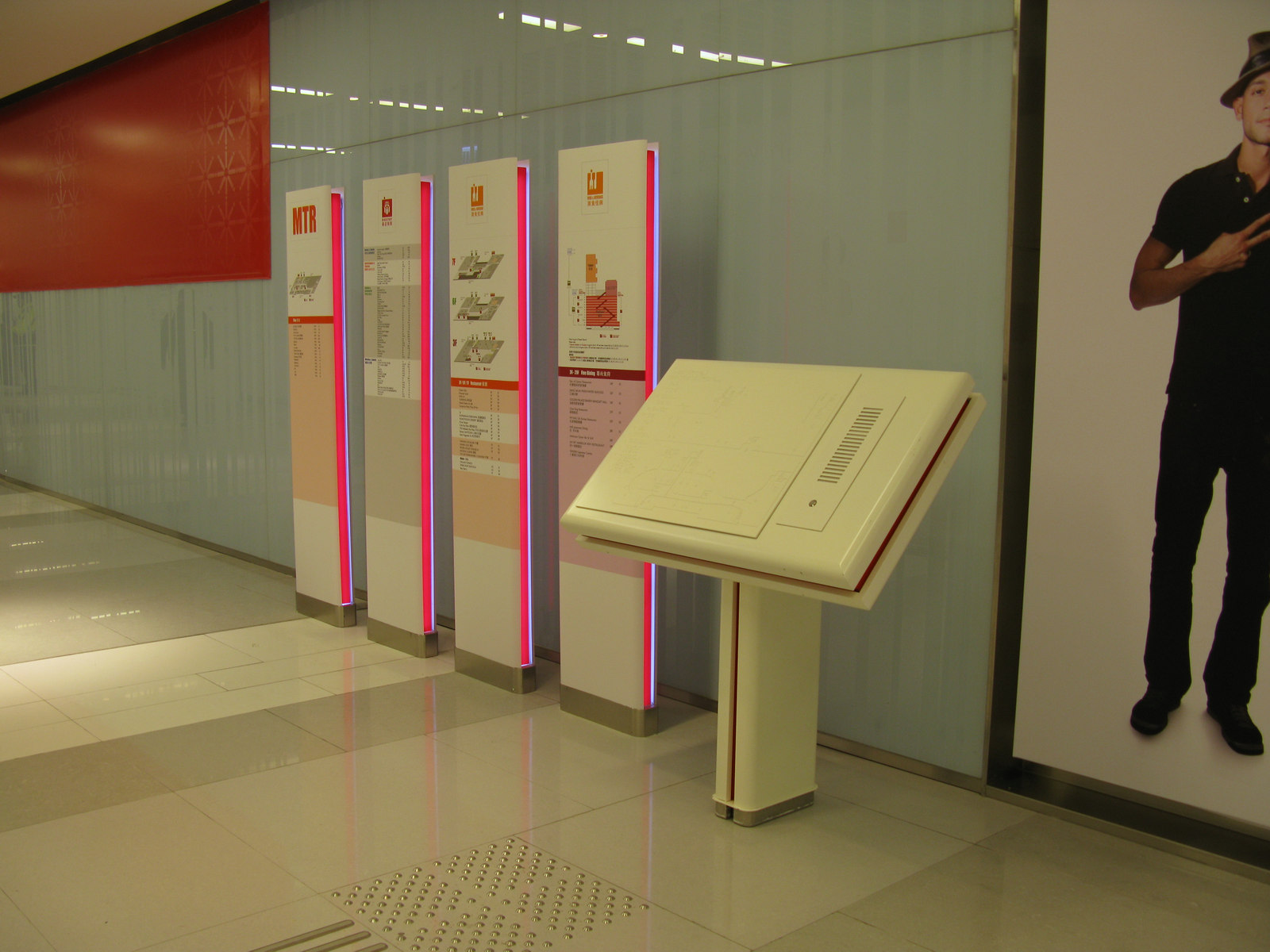
設於MTR層的商場指南
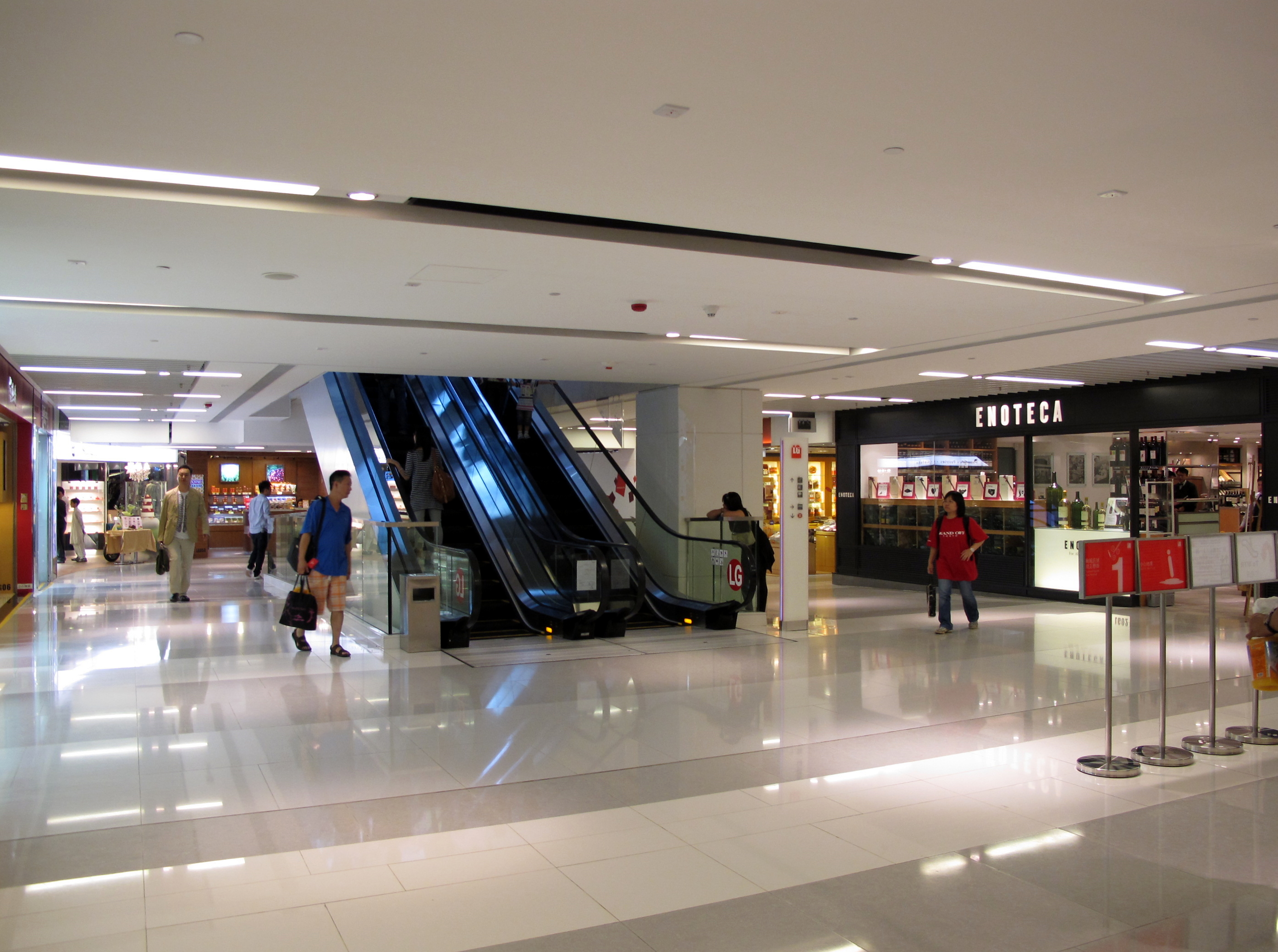
LG層商店
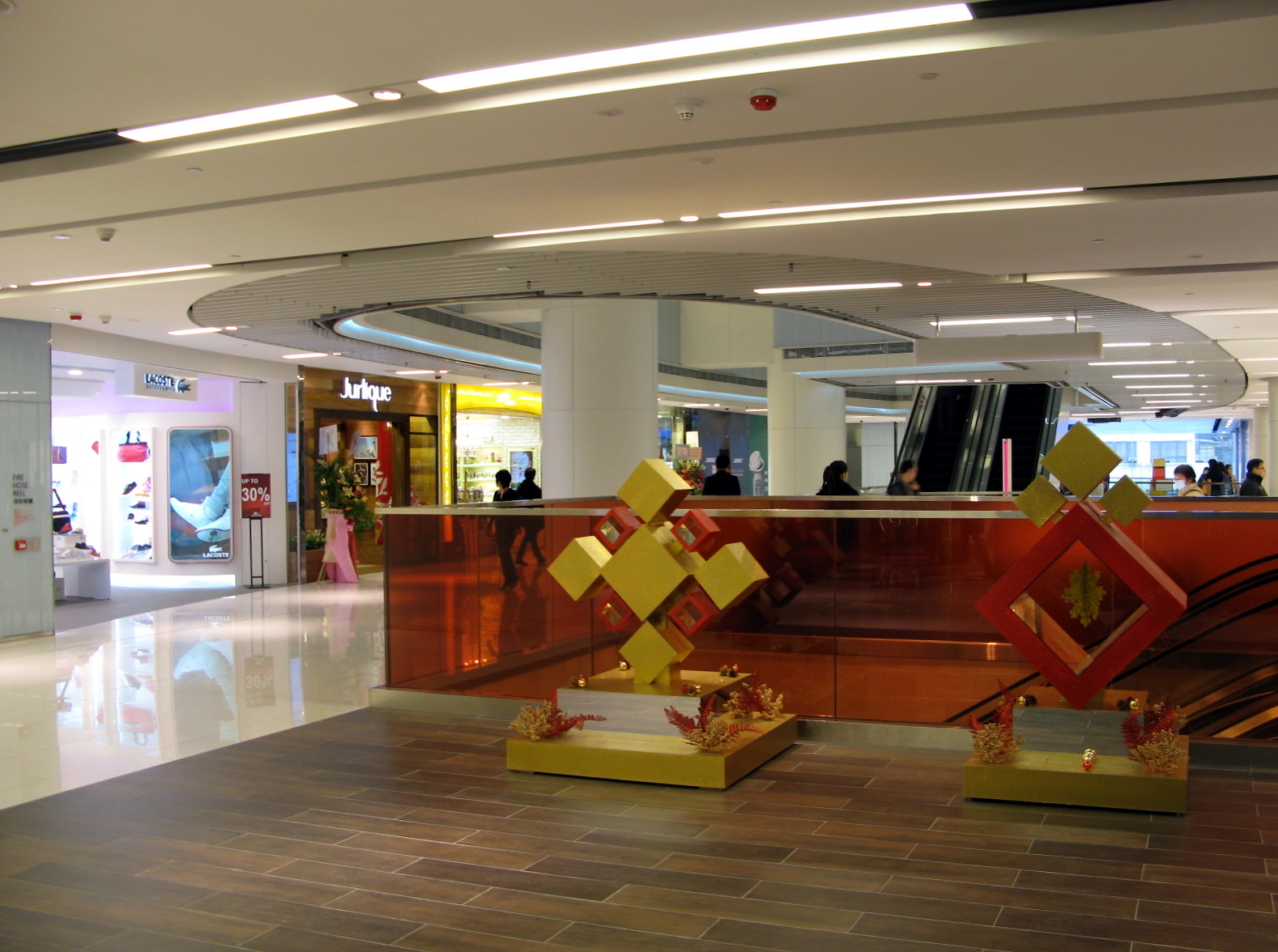
LB層不少店舖已在2009年12月開業
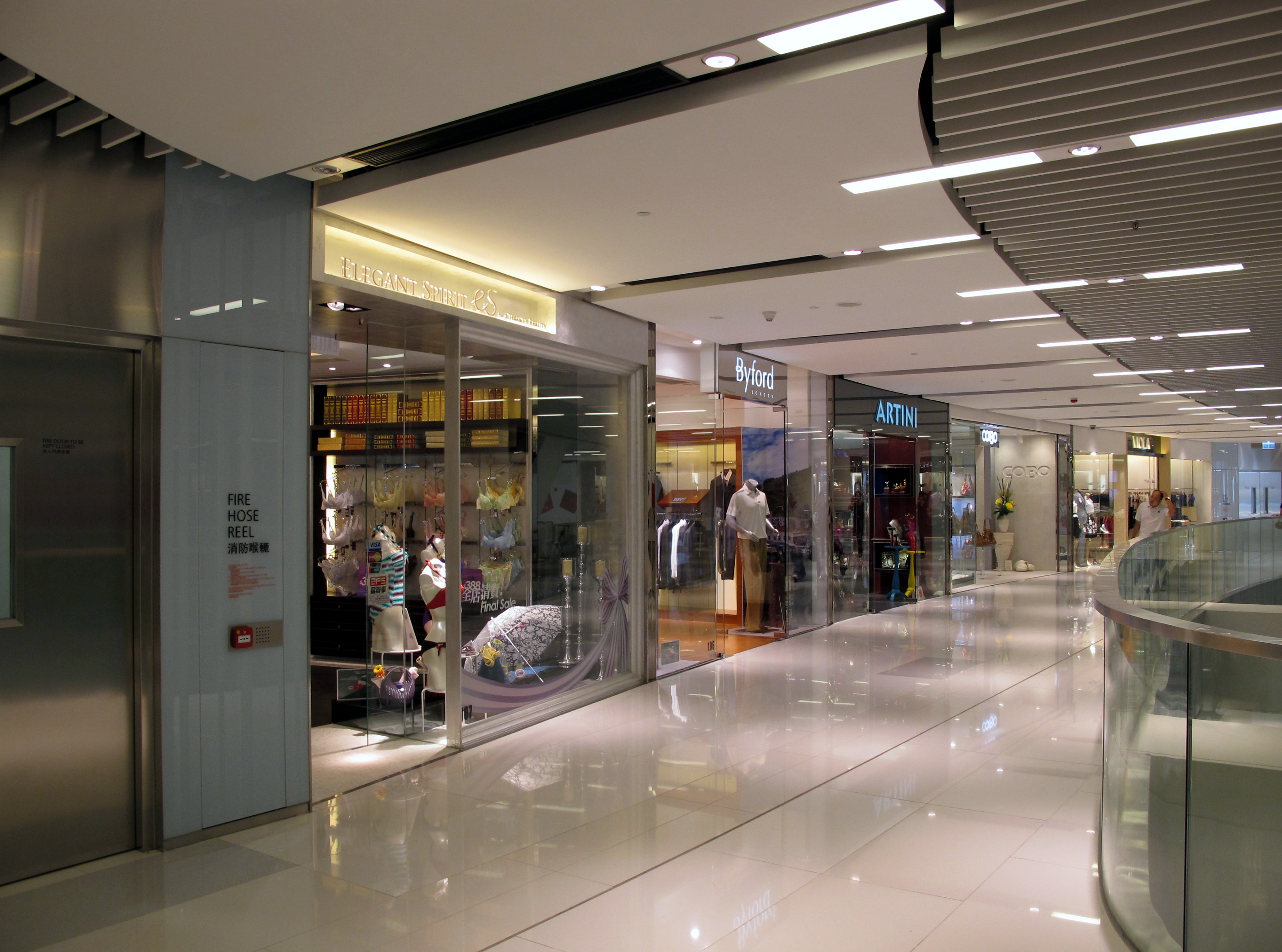
L1層商店
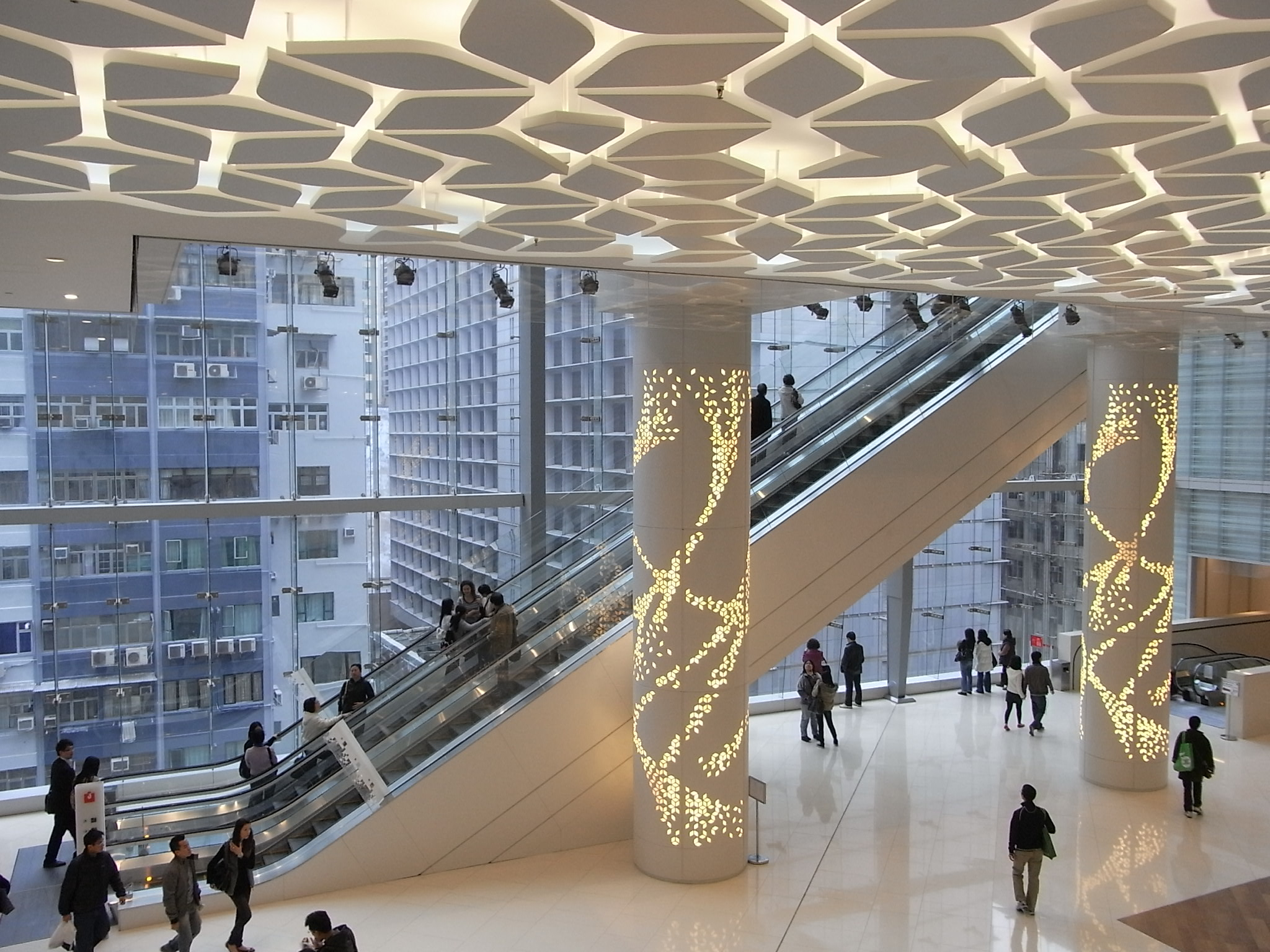
商場設有大型玻璃幕牆，引入自然光線
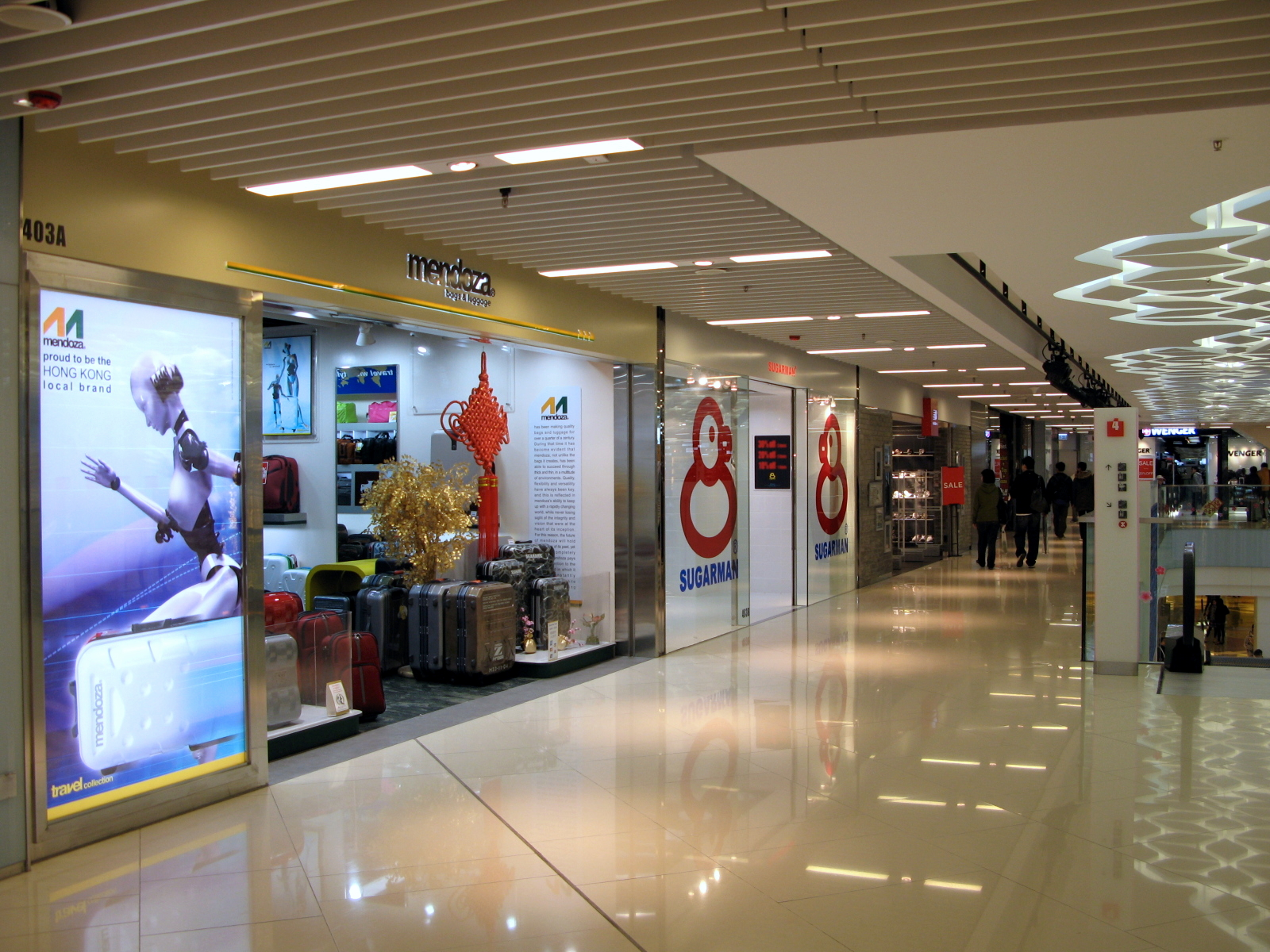
L4層商店
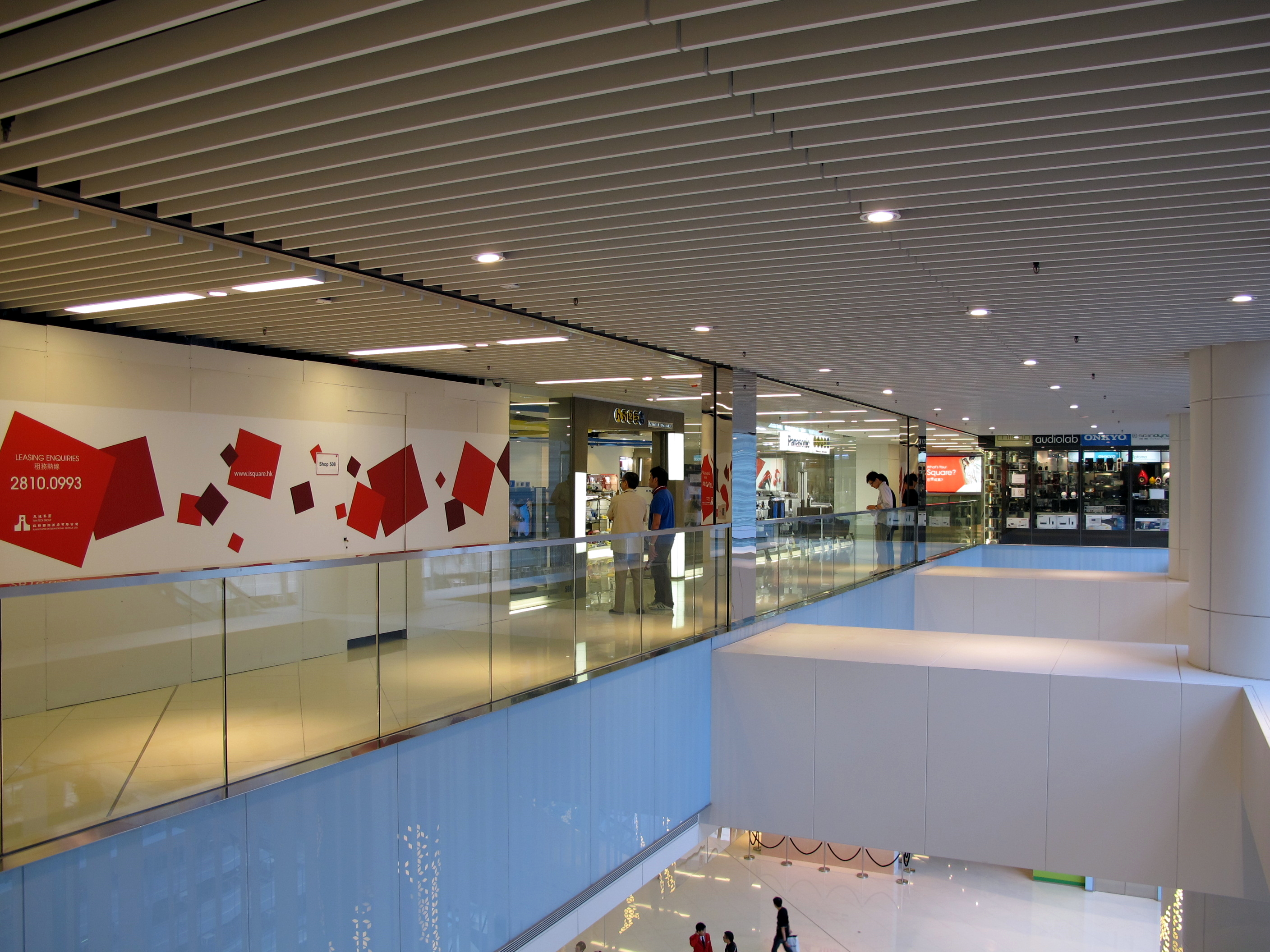
L5層商店
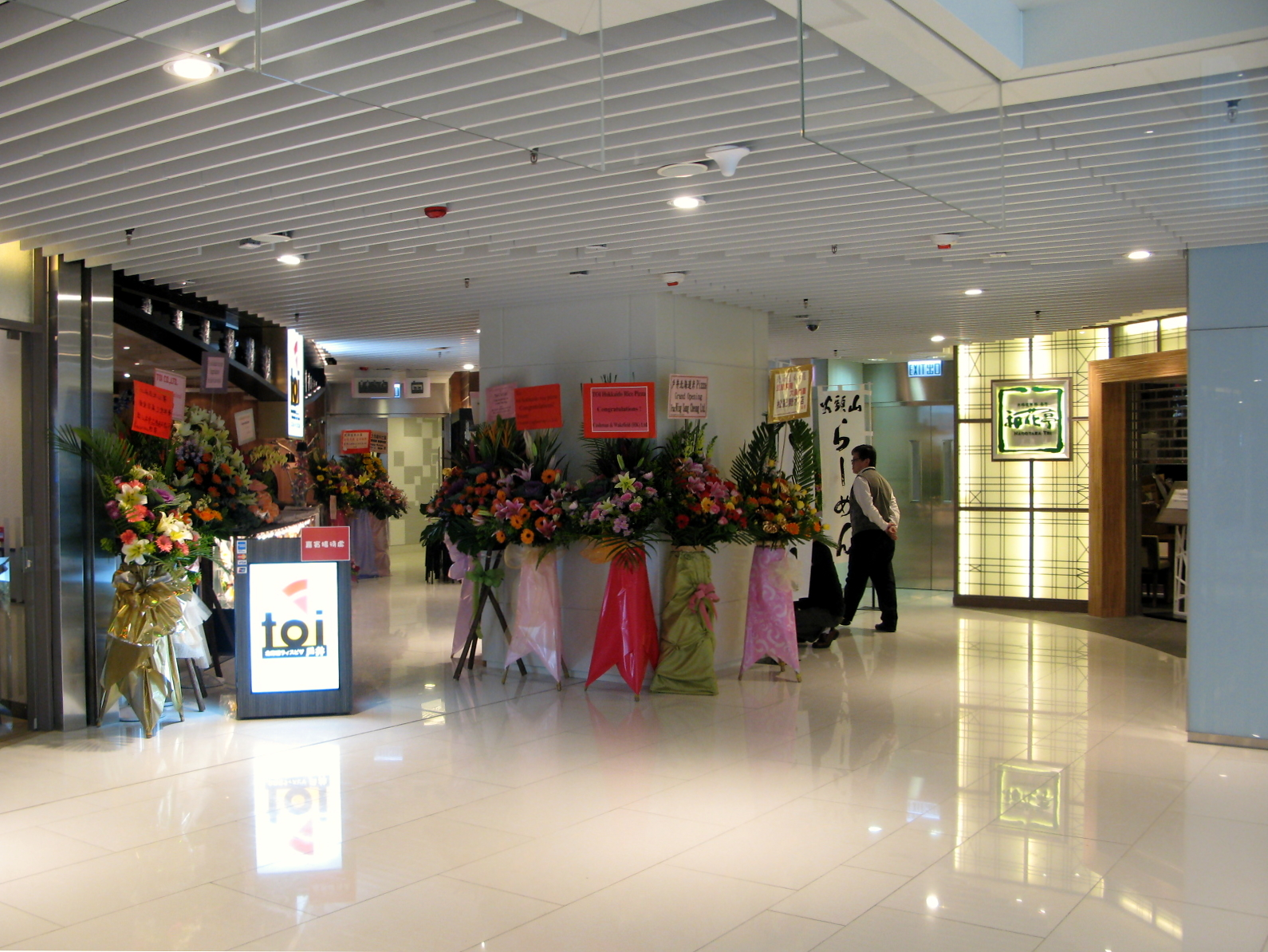
L6層為食肆專層
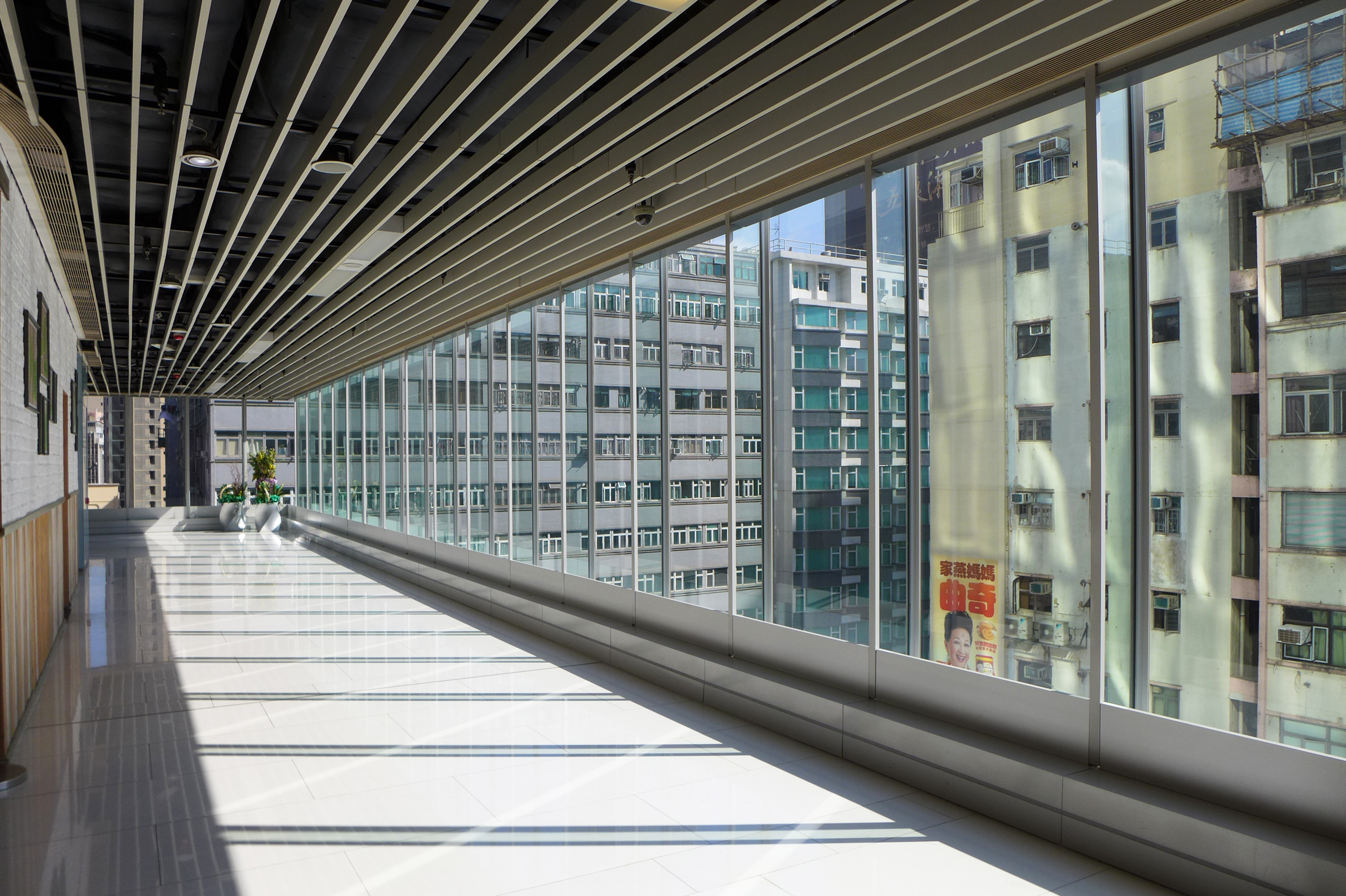
L6層落地玻璃

## 興建圖集

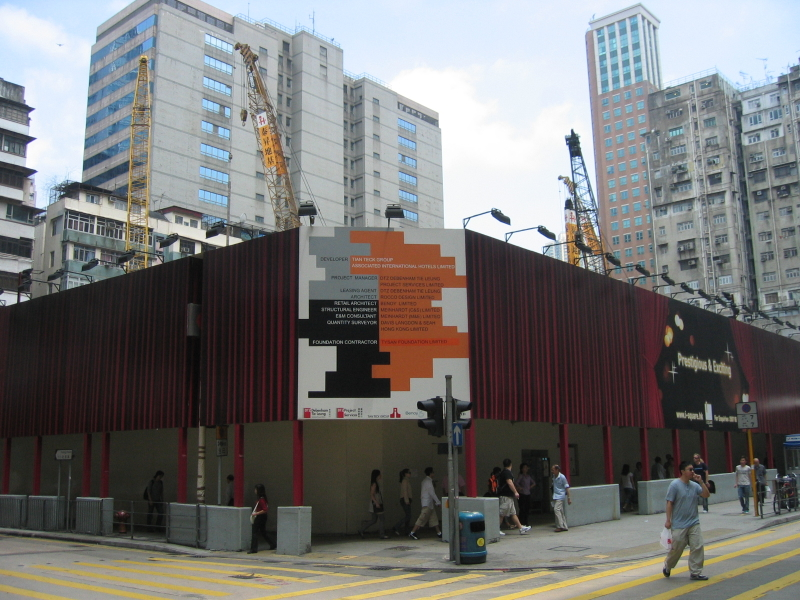
興建中之國際廣場 （2007年5月9日）
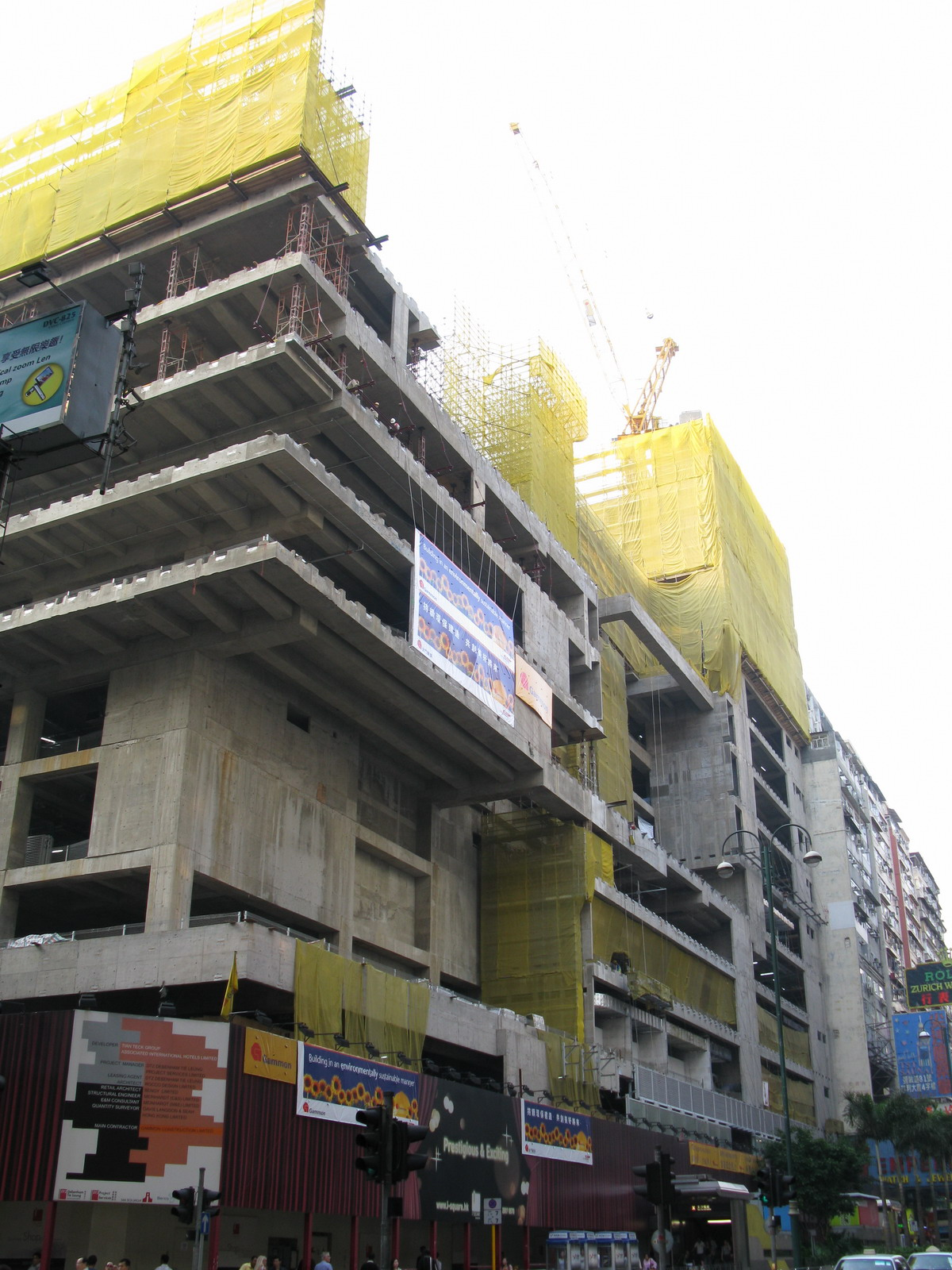
國際廣場施工中 （2008年10月）
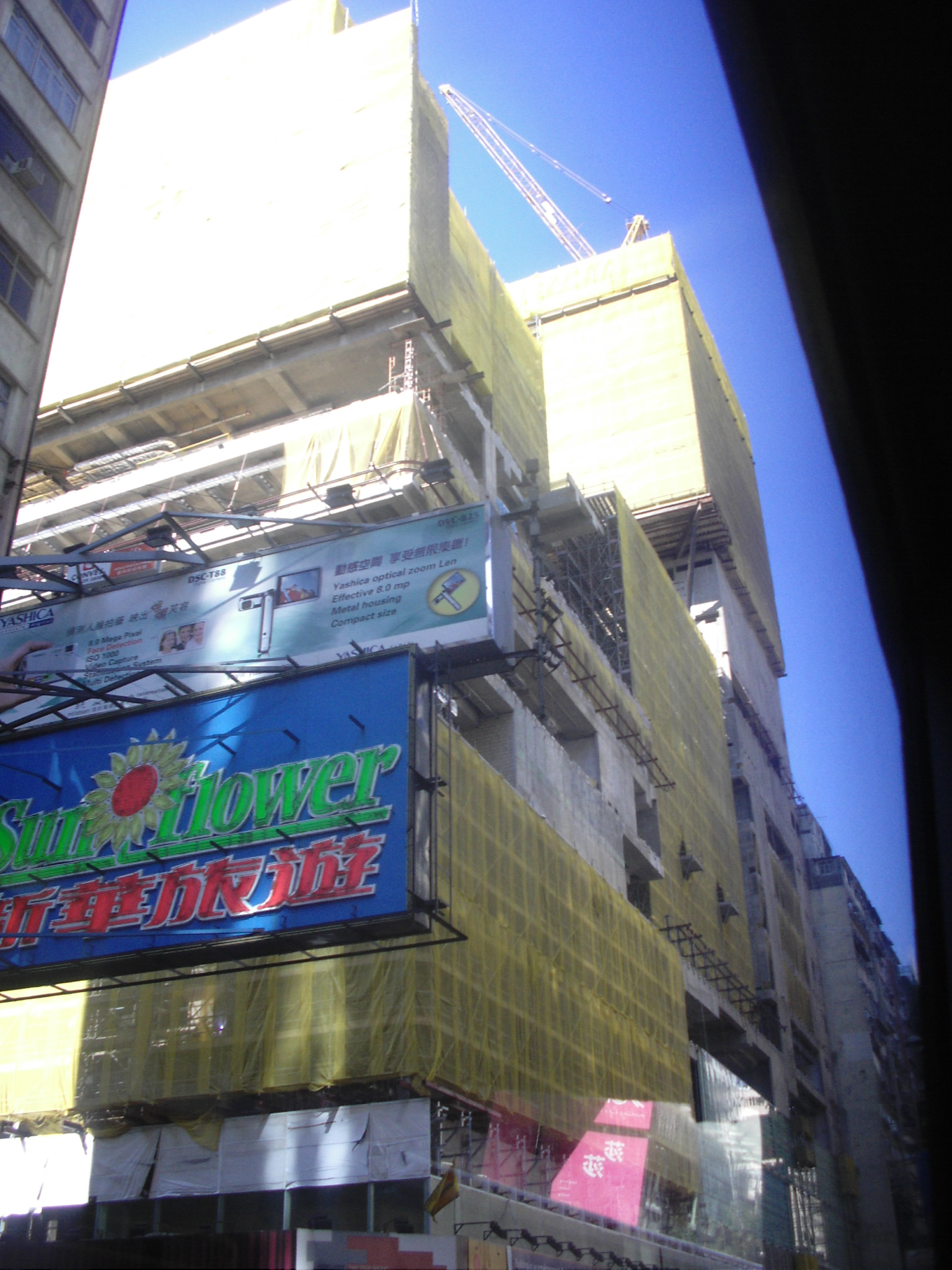
國際廣場施工中 （2008年12月）
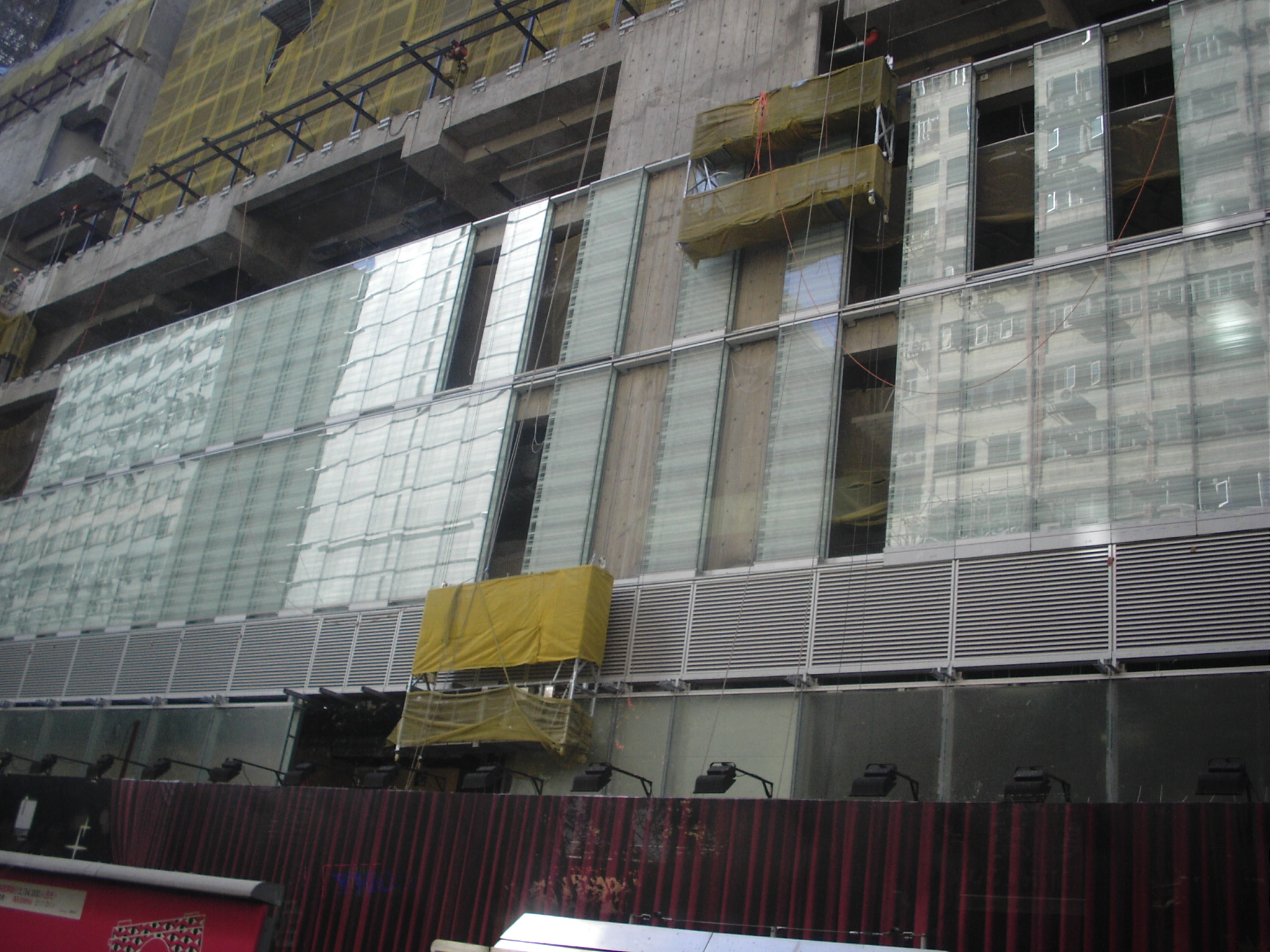
興建中之國際廣場近觀 （2008年12月）
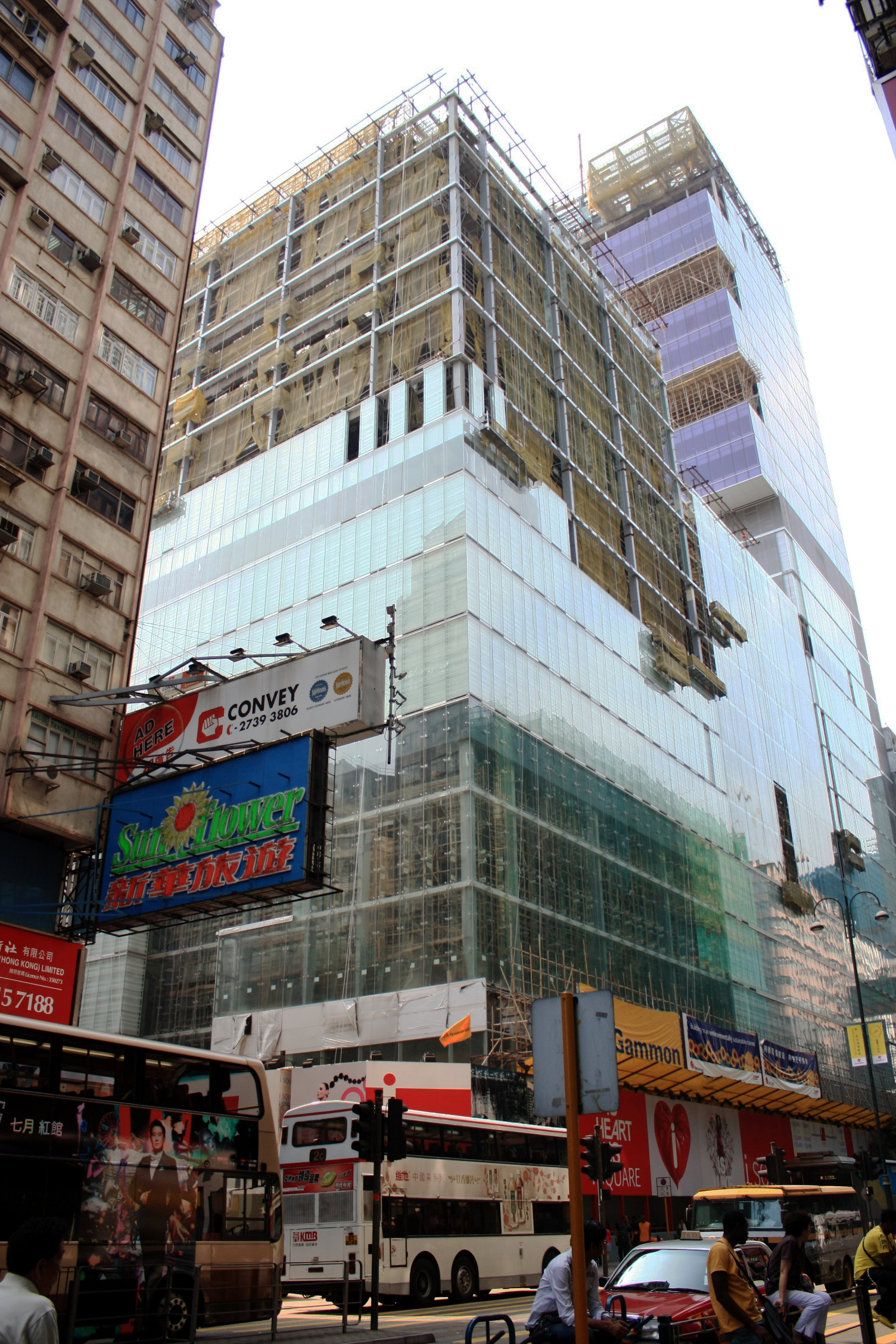
國際廣場施工中（2009年5月）
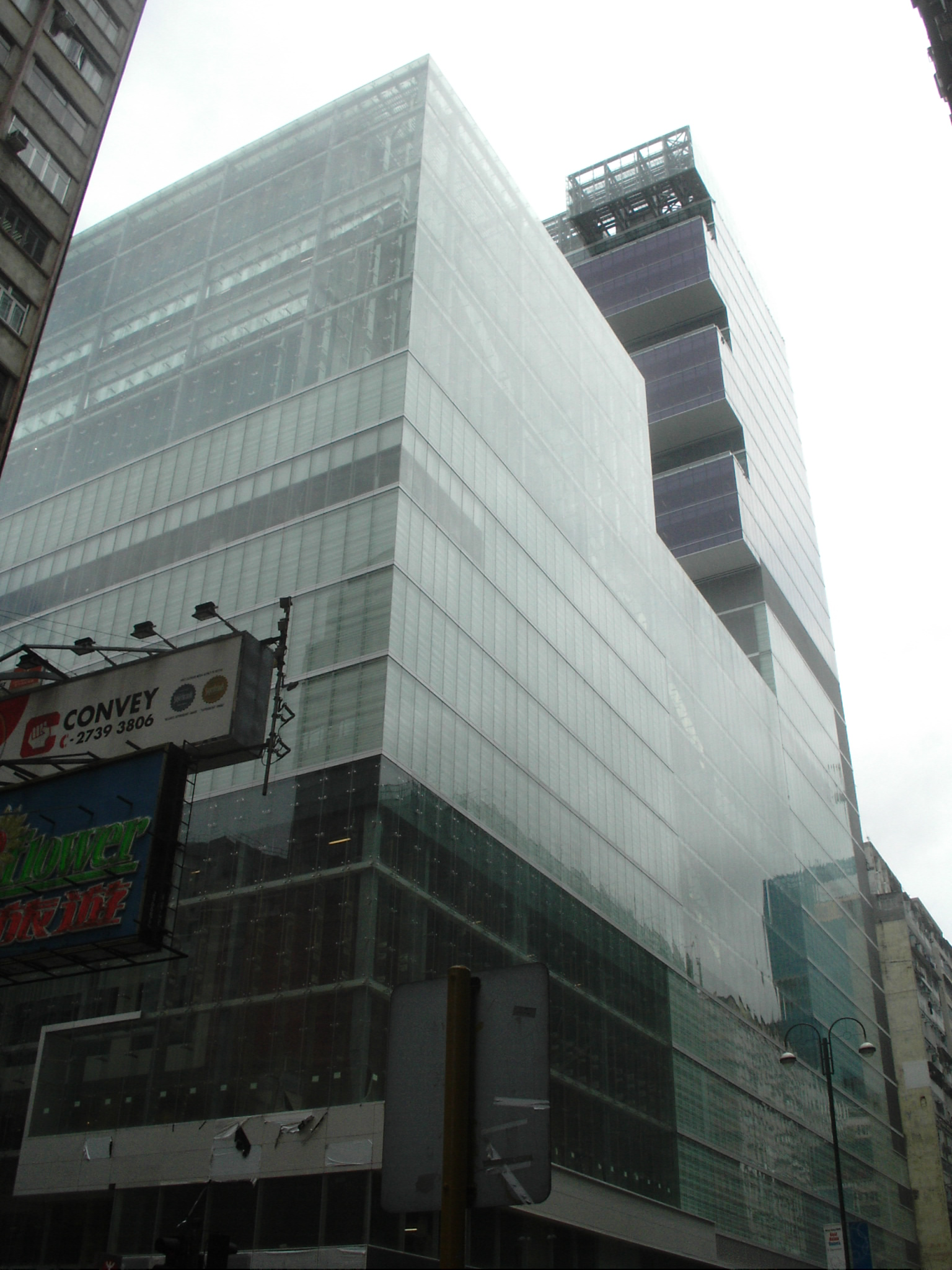
國際廣場施工中 （2009年7月）
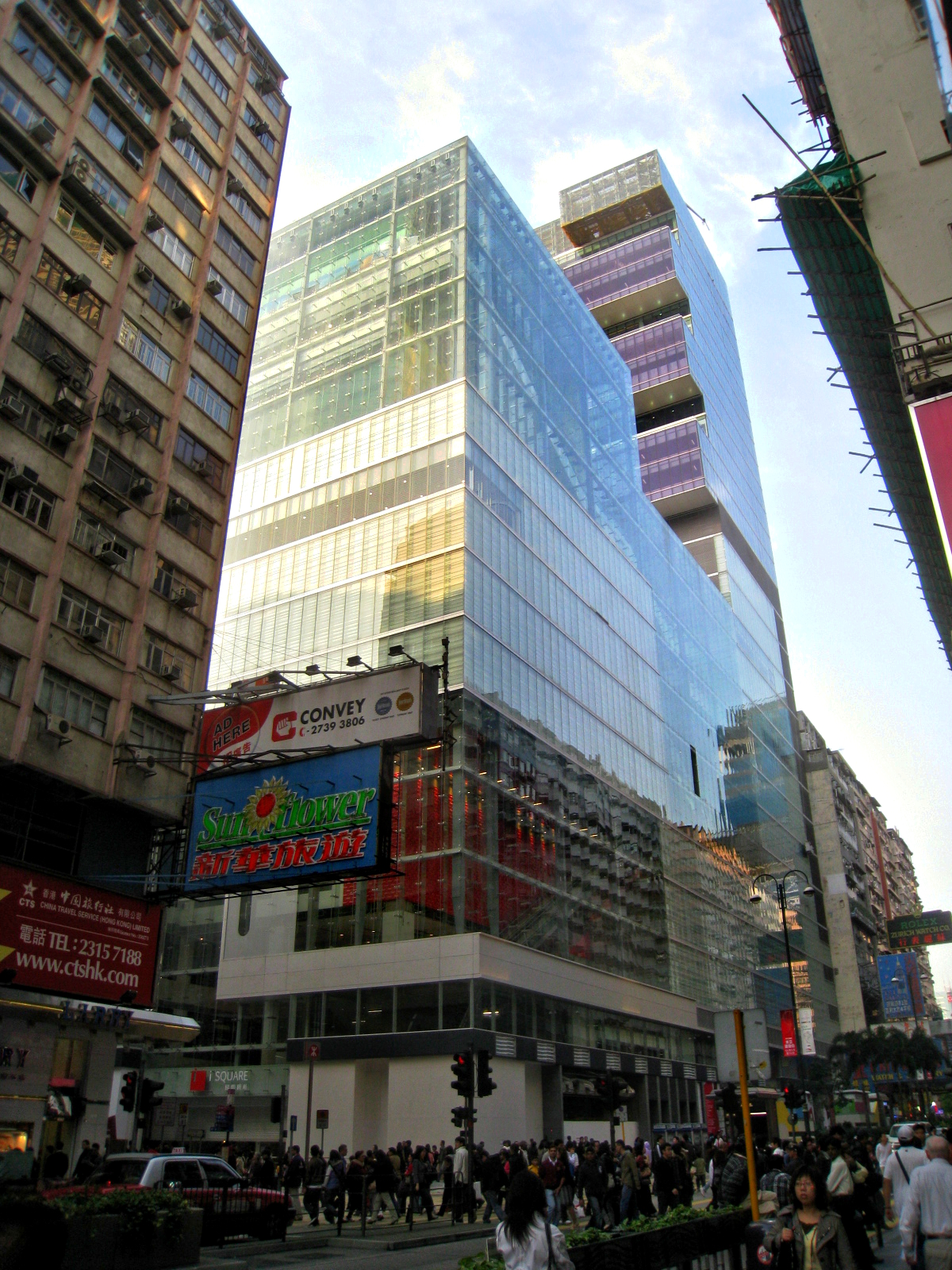
國際廣場 （2009年12月）
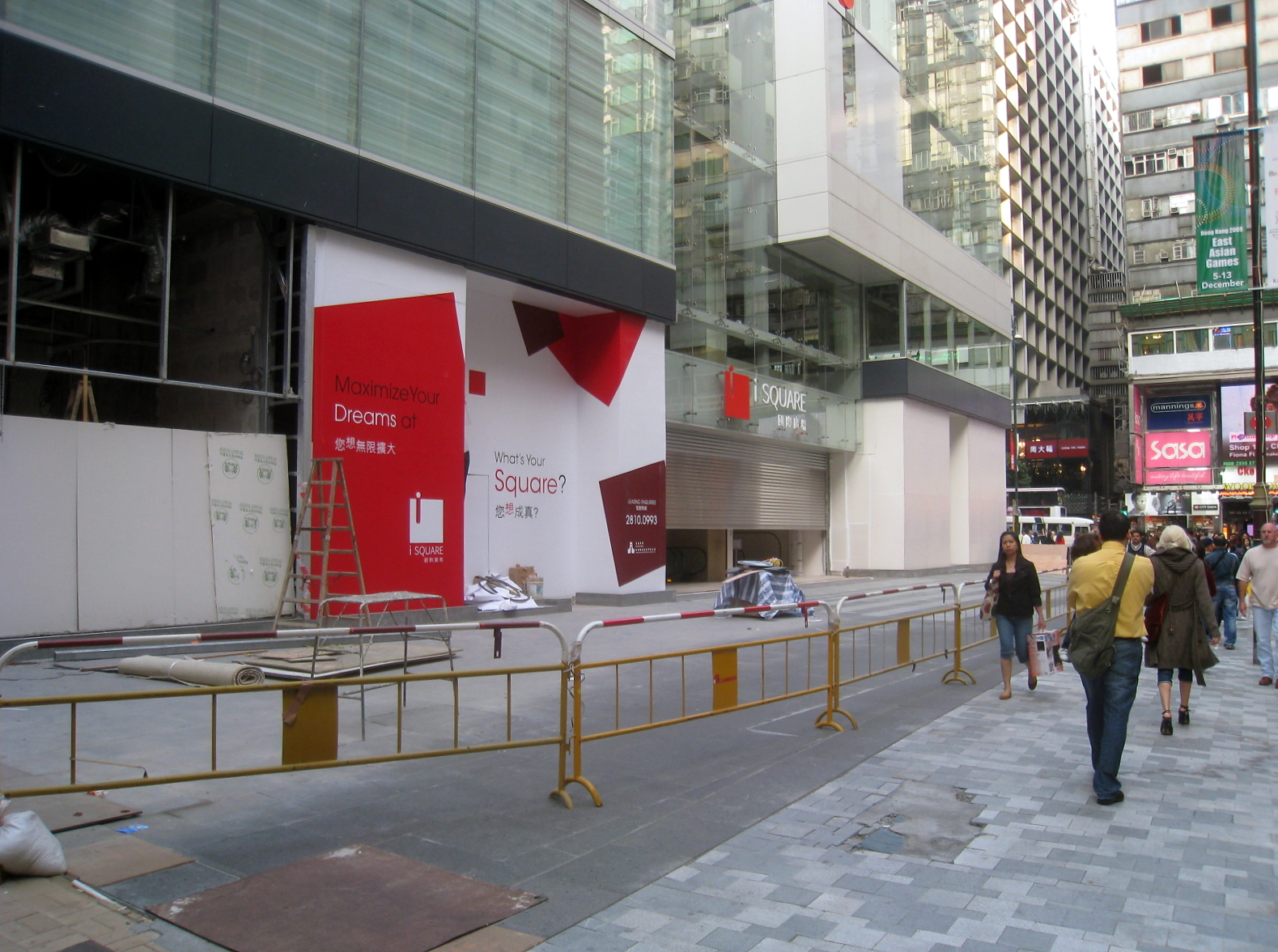
國際廣場入口（2009年12月）

## 外部連結
- 國際廣場官方網站 （页面存档备份，存于）
- Facebook救救iSquare專頁

22°17′49″N 114°10′19″E / 22.297°N 114.171885°E